# Nemzeti Felszabadító Hadsereg (Jugoszlávia)
A Nemzeti Felszabadító Hadsereg, vagy Jugoszláv Partizánok, hivatalosan Jugoszlávia Nemzeti Felszabadító Hadserege és Partizán Különítményei (szerbhorvátul: Narodnooslobodilačka vojska i partizanski odredi Jugoslavije , szerbül: Народноослободилачка војска и партизански одреди Југославије) egy a kommunisták által vezetett antifasiszta ellenálló mozgalom volt a tengelyhatalmakkal (főleg a náci Németországgal) szemben a megszállt Jugoszláviában a második világháborúban. A Josip Broz Tito vezette partizánokat Európa leghatékonyabb tengelyellenes második világháború alatti ellenállási mozgalmának tartják.
A partizánok, a második világháború kezdetén elsősorban gerillacsapatként működtek, a háború későbbi szakaszában hagyományos hadviselésben részt vevő nagyméretű katonai erőkké fejlődtek, amelyek létszáma 1944 végén körülbelül 650 000 volt, amelyek négy hadseregbe és 52 hadosztályba szerveződtek. A partizánok fő kinyilvánított céljai a jugoszláv területek felszabadítása a megszálló erőktől és egy soknemzetiségű szocialista szövetségi állam létrehozása Jugoszláviában.
A partizánok Tito kezdeményezésére szerveződtek a tengelyhatalmak 1941. áprilisi jugoszláviai inváziója után, és miután Németország júniusban megtámadta a Szovjetuniót, aktív gerillahadjáratba kezdtek a megszálló csapatok ellen. Júliusban nagyszabású felkelés indult, amelyhez később Draža Mihailović csetnikjei is csatlakoztak, ami a rövid életű Uzsicei Köztársaság létrejöttéhez vezetett. Válaszul a tengelyhatalmak egy sor offenzívát indítottak, de nem sikerült teljesen elpusztítaniuk a rendkívül mozgékony partizánokat és vezetésüket. 1943 végére, ahogy a csetnik együttműködés mértéke a tengelyhatalmakkal nyilvánvalóvá vált, a szövetségesek támogatásukat Mihailovićról Tito csapataira helyezték át, és a teheráni konferencián a partizánok hivatalos elismerésben részesültek. 1944 őszén a partizánok és a szovjet Vörös Hadsereg a belgrádi offenzívájukat követően felszabadították Belgrádot. A háború végére a partizánok birtokba vették az egész országot, valamint Triesztet és Karintiát is. A háború után a Nemzeti Felszabadító Hadsereget átszervezték az újonnan megalakult Jugoszláv Szövetségi Népköztársaság reguláris fegyveres erejévé.

## A mozgalom céljai
A mozgalom két célkitűzésének egyike az Egységes Nemzeti Felszabadítási Front (UNOF) katonai ágának megszervezése volt, amelyet a Jugoszláv Kommunista Párt (KPJ) vezetett, és amelyet Jugoszlávia Népi Felszabadításának Antifasiszta Tanácsa (AVNOJ), egy tanácskozó és törvényhozó testület képviselt. A mozgalomnak a megszállókkal saját erejéből kellett megküzdenie, mert amíg a brit készletek 1944-ben el nem kezdtek jelentős mennyiségben érkezni, a megszállók jelentették az egyetlen fegyverszerzési forrást. A másik cél egy szövetségi, többnemzetiségű kommunista állam létrehozása volt Jugoszláviában. Ennek érdekében a KPJ megkísérelte megszólítani a Jugoszláviában élő az összes etnikumot, hangsúlyozva jogaik elismerését.
A rivális ellenállási mozgalom, a csetnikek célja a jugoszláv monarchia megtartása, a szerb etnikumú lakosság biztonságának biztosítása, valamint az olyan területeken, amelyeket ők jog szerint és történelmileg szerbnek tekintetteka nem szerb közösségektől való etnikai megtisztítása révén, egy Nagy-Szerbia létrehozása volt. A két mozgalom viszonya kezdettől fogva feszült volt, de 1941 októberétől fegyveres konfliktussá fajult. A csetnikek számára Tito internacionalista politikája szerbellenesnek tűnt, míg a csetnikek királypártisága a kommunisták számára volt elfogadhatatlan. A háború korai szakaszában a partizán erők túlnyomórészt szerbekből álltak. Ebben az időszakban a partizán erők muszlim és horvát parancsnokainak nevét meg kellett változtatni, hogy megvédjék őket túlnyomórészt szerb társaiktól.
A németek szerbiai, észak-macedóniai és koszovói szovjet-bolgár offenzíva által kikényszerített visszavonulása után 1944 őszén jelentősen megnőtt a szerbek, macedónok és koszovói albánok részvétele a partizánharcokban. 1944 végére a partizánok összereje 650 000 férfit és nőt számlált, amelyek négy hadseregbe és 52 hadosztályba szerveződtek és hagyományos hadviselést folytattak. 1945 áprilisára a partizánok száma meghaladta a 800 000-et.

## Elnevezése
A mozgalmat a háború során következetesen „partizánoknak” nevezték. A gyakori méretváltozások és szerkezeti átszervezések miatt azonban a partizánok történelmük során négy teljes hivatalos nevet viseltek (szerb-horvátról fordítva):
- 1941 júniusától 1942 januárjáig Jugoszlávia Nemzeti Felszabadító Partizán Különítményei (Narodnooslobodilački partizanski odredi Jugoslavije, rövidítve: NOPOJ), vagy a rövid nevük egyszerűen „Partizánok” volt;

- 1942 januárjától 1942 novemberéig Jugoszlávia Nemzeti Felszabadító Partizán és Önkéntes Hadserege (Narodnooslobodilačka partizanska i dobrovoljačka vojska Jugoslavije, rövidítve: NOP i DVJ), mely a mozgalom „önkéntes hadsereg” jellegét akarta tükrözni;

- 1942 novemberétől 1945 februárjáig Jugoszlávia Nemzeti Felszabadító Hadserege és Partizán Különítményei (Narodnooslobodilačka vojska i partizanski odredi Jugoslavije, rövidítve: NOV i POJ), de 1942 novemberétől a partizán hadsereg egészét gyakran egyszerűen Nemzeti Felszabadító Hadseregnek (Narodnooslobodilačka vojska, rövidítve: NOV) nevezték, mely azt a tényt tükrözi, hogy a proletárdandárokat és más mobil egységeket a Nemzeti Felszabadító Hadseregbe (Narodnooslobodilačka vojska) szervezték. A névváltoztatás azt is tükrözi, hogy ez utóbbi jelentőségében felülírta magát a partizánkülönítményt.

- 1945 március 1-től Jugoszláv Hadsereg, mivel a Nemzeti Felszabadító Hadsereg Jugoszlávia reguláris fegyveres erőivé alakult át, és ennek megfelelően nevezték át. Ezt a nevet 1951-ig viselte, amikor átnevezték Jugoszláv Néphadseregnek.

## Előzmények
1941. április 6-án a Jugoszláv Királyságot minden oldalról megtámadták és megszállták a tengelyhatalmak, elsősorban német erők, de olasz, magyar és bolgár alakulatok is. Az invázió során a Luftwaffe bombázta Belgrádot. Az invázió alig több mint tíz napig tartott, és április 17-én a Jugoszláv Királyi Hadsereg feltétel nélküli megadásával ért véget. Amellett, hogy a hadsereg a Wehrmachthoz képest reménytelenül rosszul volt felszerelve, megpróbálta az ország minden határát megvédeni, de a rendelkezésre álló korlátozott erőforrásokat csak csekély mértékben tudta szétosztani.
A kapituláció feltételei rendkívül szigorúak voltak, mivel a tengelyhatalmak megkezdték Jugoszlávia feldarabolását. Németország elfoglalta Dráva Banovina (nagyjából a mai Szlovénia) északi részét, miközben egy bábkormánnyal fenntartotta a közvetlen katonai megszállást a szerb területen. Német irányítással jött létre a Független Horvát Állam (NDH), amely a mai Horvátország területének nagy részére kiterjedt, és magába foglalta a mai Bosznia-Hercegovina egész területét, valamint a mai Szerbia Szerémség régióját. Mussolini Olaszországa elfoglalta a Dráva Banovina fennmaradó részét (melyet elcsatoltak, és Lubiana tartományra kereszteltek), Zeta Banovina nagy részét és a part menti Dalmácia régió nagy részét (adriai-tengeri szigeteivel együtt). Az újonnan létrehozott olasz kormányzóság megszerezte az irányítást Montenegró felett is, és a Független Horvát Állam (NDH) királya is olasz herceg lett, bár kevés valódi hatalommal bírt benne. Magyarország visszafoglalta a Trianonban elvett Drávaszöget, Bácskát, a Muraközt és a Muravidéket. Eközben Bulgária majdnem egész Macedóniát, valamint Kelet-Szerbia és Koszovó kis területeit annektálta. Jugoszlávia felosztása, az NDH, Montenegró, Szerbia területeire, valamint a jugoszláv területeknek a tengely különböző országai általi annektálása összeegyeztethetetlen volt az akkor hatályos nemzetközi joggal.

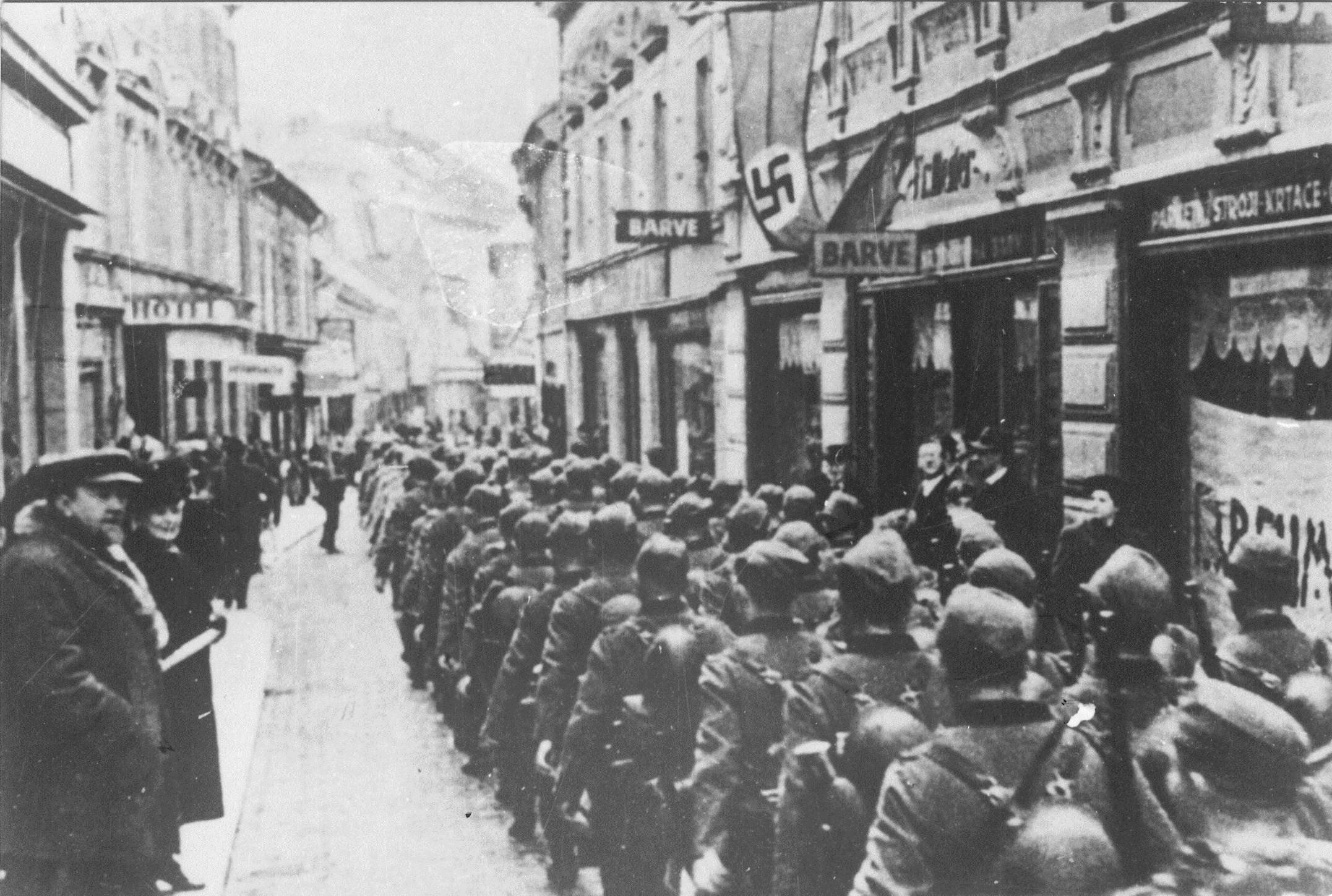
Német katonai menetoszlop Maribor utcáin

A megszálló erők olyan súlyos terheket róttak a helyi lakosságra, hogy a partizánok nemcsak hogy széles körű támogatást élveztek, de sokak számára ez volt az egyetlen lehetőség a túlélésre. A megszállás korai szakaszában a német csapatok válogatás nélkül akasztottak vagy lőttek agyon helyi lakosokat, köztük a nőket, gyerekeket és időseket, minden egyes megölt német katonára száz kivégzett helyi lakos jutott. Míg ezeket az intézkedéseket a kommunisták által vezetett ellenállás leverésére a németek által megszállt valamennyi területen végrehajtották, Szerbiában még szigorúbban hajtották végre. A német erők két legjelentősebb atrocitása az volt, amikor Kraljevóban 2000, Kragujevacon pedig 3000 civilt mészároltak le. Azt az utasítást, hogy minden megölt német katonáért 100 túszt, minden megsebesült német katonáért pedig 50 túszt kell lelőni, 1943 februárjában a felére csökkentették, majd ugyanazon év őszén teljesen visszavonták. Emellett Jugoszláviára a törvény és a rend felbomlása volt a jellemző, a vidéken barangoló kollaboráns milíciák terrorizálták a lakosságot. A Független Horvát Állam bábkormánya a megszállás korai szakaszában képtelen volt ellenőrizni területét, aminek eredményeként az usztasa milíciák és a német hadsereg keményen léptek fel a lakossággal szemben. A kialakult viszonylagos káosz közepette a Jugoszlávia Kommunista Pártja arra törekedett, hogy az antifasiszta frakciókat és politikai erőket egy országos felkelésbe szervezze és egyesítse. A Josip Broz Tito vezette pártot az első világháború utáni jugoszláv választásokon elért jelentős sikere után betiltották, és azóta a föld alatt működött. Tito azonban nem léphetett fel nyíltan a Szovjetunió támogatása nélkül, és mivel a Molotov–Ribbentrop paktum még érvényben volt, kénytelen volt várni.

## A megalakulás és a korai lázadások
Jugoszlávia áprilisi inváziója idején a KPJ vezetése Josip Broz Titoval együtt Zágrábban tartózkodott, és csak egy hónappal később indultak el Belgrádba. Amíg a Molotov–Ribbentrop-paktum Németország és a Szovjetunió között érvényben volt, a kommunisták tartózkodtak a nyílt konfliktustól a Független Horvát Állam új rezsimjével. A megszállás első két hónapjában kibővítették földalatti hálózatukat, és fegyvereket kezdtek felhalmozni. A kommunista pártnak az egész ország területéről érkezett tisztségviselői részvételével, akik a megszállókkal szembeni ellenállás megszervezésére törekedtek, 1941. május elején Zágrábban úgynevezett „májusi konzultációkat” tartottak. 1941 júniusában a KPJ Központi Bizottságának ülésére is sor került, amelyen elhatározták, hogy megkezdik a felkelés előkészítését. A partizánmozgalom támogatásának mértéke régiónként és nemzetiségenként változott, tükrözve a helyi lakosság és a hatóságok egzisztenciális aggályait.
A fordulat a KPJ-nek a megszállókhoz való viszonyában 1941. június 22-én következett be, amikor a Barbarossa hadművelet, a Szovjetunió elleni német invázió megkezdődött. Az első partizánfelkelés 1941. június 22-én volt Horvátországban, amikor negyven horvát kommunista felkelést szervezett a Sziszek és Zágráb közötti Brezovica-erdőben, megalakítva az első sziszeki partizánosztagot. 

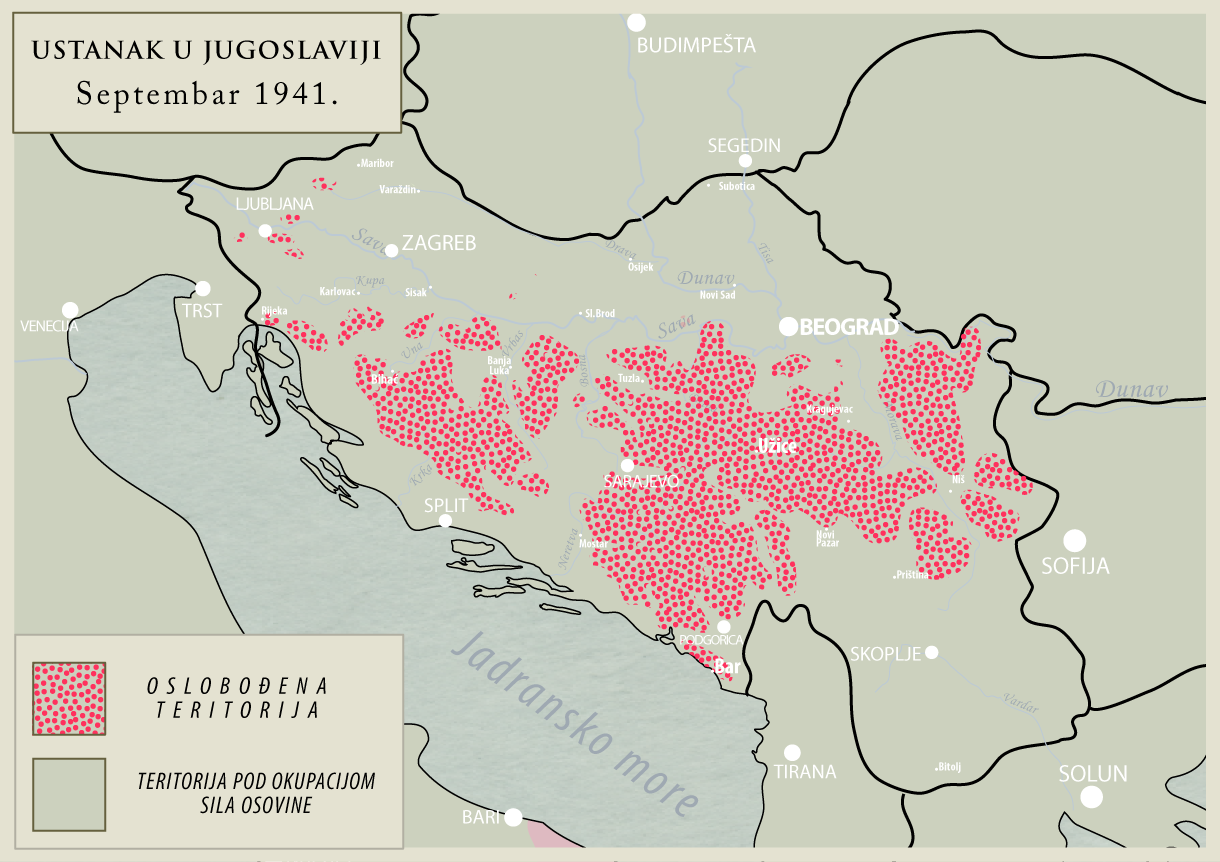
A partizánok álltak ellenőrzött területek Jugoszláviában 1941-ben

A Tito vezette első felkelés két héttel később történt Szerbiában. Jugoszlávia Kommunista Pártja július 4-én hivatalosan is úgy döntött, hogy fegyveres felkelést indít, mely dátumot később a Harcosok Napjaként ünnepelték, amely a szocialista Jugoszláviában munkaszüneti nap volt. A felkelésben az első golyót július 7-én a Bela Crkva-i incidensben lőtte ki egy Žikica Jovanović Španac nevű partizán harcos.
1941 júliusában Dubravában megalakult az első zágráb-szeszvetei partizáncsoport. A felkelés terjedését jelezte, hogy 1941 augusztusában Dalmáciában hét partizánosztag alakult. 1941. augusztus 26-án az első spliti partizánkülönítmény 21 tagját végezték ki sortűzzel, miután elfogták őket az olasz és az usztasa erők. 1941 nyarán, köztük Monoszlóban és a Kemléki-hegységben számos más partizánegység is alakult. Szerbiában a nyáron Tito vezetésével felkelés tört ki, amely során létrehozták az Uzsicei Köztársaságot, de ezt 1941 decemberére a tengelyhatalmak csapatai leverték, mely után a szerbiai partizánok támogatása csökkent.

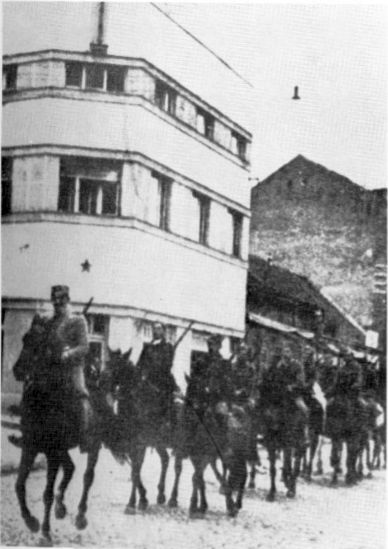
Partizán lovasság a felszabadított Užicében 1941-ben

Más volt a helyzet Horvátországban élő szerbek esetében, akik a soknemzetiségű partizánokhoz, vagy a szerb királypárti csetnikekhez csatlakoztak. Tim Judah újságíró megjegyzi, hogy a háború korai szakaszában a szerbek kezdeti túlsúlya a partizánok között gyakorlatilag egy szerb polgárháború kitörését jelentette. Hasonló polgárháború zajlott a horvát nemzettesten belül az egymással versengő usztasa és partizán nemzeti narratívák között.
Bosznia-Hercegovina területén, ahogy az az NDH más részein is történt a szerb lázadás oka az usztasa népirtás, deportálások, erőszakos áttérítések és a szerbek tömeges meggyilkolásának politikája volt, Az usztasa-ellenes lázadás kommunista vezetésével szembeni ellenállás a boszniai szerbek körében is kialakult a csetnik mozgalom autonóm bandák formájában, amelyek Dragoljub Mihailović parancsnoksága alatt álltak. Míg a szerb vezetés alatt álló partizánok nyitottak voltak a különböző nemzetiségűek előtt, addig a csetnikek ellenségesek voltak a muszlimokkal szemben és kizárólag szerbekből álltak. A szerbek által sok helyen elindított bosznia-hercegovinai felkelés a muszlimok elleni megtorlás volt, melyben több ezren haltak meg. 1941 júniusában lázadás kezdődött Hercegovinában is. 1941. július 27-én partizánok vezette felkelés kezdődött Drvar és Bosansko Grahovo térségében. Ez egy összehangolt erőfeszítés volt a Lika délkeleti részén levő Una folyó mindkét partján és Bosznia délnyugati területén, és sikerült a kulcsfontosságú NDH területeket a lázadók ellenőrzése alá helyezni.
Augusztus 10-én Stanulovićban, egy hegyi faluban a partizánok megalakították a Kopaonik partizánosztag főhadiszállását. Az általuk ellenőrzött, közeli falvakból álló területet "Bányászköztársaságnak" nevezték, és 42 fennállása napig tartott. Az ellenállók később formálisan is csatlakoztak a partizánokhoz. Az 1941. szeptemberi stolicei konferencián már a Jugoszlávia Kommunista Pártja által vezetett valamennyi harcosra alkalmazták a partizánok egységes nevet és egységes jelként a vörös csillagot.
1941-ben a szerbiai és montenegrói partizáncsapatok körülbelül 55 000 harcossal rendelkeztek, de csak 4500-nak sikerült Boszniába szöknie. 1941. december 21-én megalakították az 1. Proletár Rohamdandárt (1. Proleterska Udarna Brigada) – az első reguláris partizán katonai egységet, amely a területén kívül is képes volt működni. 1942 decemberében a partizánosztagok, a becslések szerint 236 000 katonával, hivatalosan egyesültek a Népi Felszabadító Hadseregbe és a Jugoszláviai Partizán Hadseregbe (NOV i POJ).
A szerbiai partizánok száma 1943-ig csökkent, amikor a partizánmozgalom a tengelyhatalmak elleni harc kiterjesztésével fellendült. A partizánok számának növekedése Szerbiában, hasonlóan más köztársaságokhoz, részben Tito 1944. augusztus 17-i minden kollaboráns amnesztiájára adott válaszának volt köszönhető. Ekkor több tízezer csetnik állt át a partizánok oldalára. Ezt a lehetőséget a német csapatok 1944. november 21-én Belgrádból történt és 1945. január 15-én az országból történt kivonulása után ismét felajánlották.

## Felszerelés
Az első kézifegyvereket a partizánok a legyőzött jugoszláv királyi hadseregtől szerezték be, mint például az M24 Mauser puskát. A háború során a partizánok bármilyen fegyvert felhasználtak, amit csak találtak, főleg a németektől, olaszoktól, az NDH hadseregétől, az usztasáktól és a csetnikektől elvett fegyvereket, mint például a Karabiner 98k puska, MP 40 géppisztoly, MG 34 géppuska, Carcano puska és karabély, és Beretta géppisztoly. A másik módja annak, hogy a partizánok fegyvereket szerezzenek be, a Szovjetunió és az Egyesült Királyság által biztosított készletekből származtak, beleértve a PPSh-41-et és a Sten MKII géppisztolyokat. Ezenkívül a partizánműhelyek saját maguk által gyártott, a már használatban lévő fegyverek mintájára készítettek fegyvereket, beleértve az úgynevezett „Partizán puskát” és a páncéltörő „Partizán mozsarat”.

## Hadműveletek

### Ellenállás és megtorlás
A partizánok gerillahadjáratot indítottak, amely fokozatosan növekvő sikerekhez vezetett és élvezve a lakosság támogatását, sikerült a jugoszláv terület nagy részét ellenőrzése alá vonni. Ezeket a „népbiztosságokon” keresztül irányították, amelyek civil kormányként működtek az ország kommunisták által ellenőrzött területein, sőt korlátozott fegyveripart is létrehoztak. Kezdetben a partizán erők viszonylag kicsik voltak, gyengén felfegyverezve, mindenféle infrastruktúra nélkül. Két fő előnyük volt az egykori Jugoszlávia más katonai és félkatonai alakulataihoz képest: A spanyol polgárháborúban részt vevő jugoszláv önkéntesek kicsiny, de értékes csapata, akik – akkoriban mindenki mástól eltérően – tapasztalattal rendelkeztek a modern háborúban, melyet a második világháborús Jugoszlávia körülményeihez nagyon hasonló körülmények között vívtak. A másik előny az volt, hogy terveiket inkább az ideológiára, mint etnikai hovatartozásra alapozták, ami azt jelentette, hogy a partizánok az ország bármely szegletében legalább bizonyos mértékű támogatásra számíthattak, ellentétben más félkatonai alakulatokkal, amelyek támogatása a horvát vagy szerb többségű területekre korlátozódott. Ez lehetővé tette egységeik számára, hogy mozgékonyabbak legyenek, és nagyobb létszámú potenciális újonccal tölthessék fel soraikat.

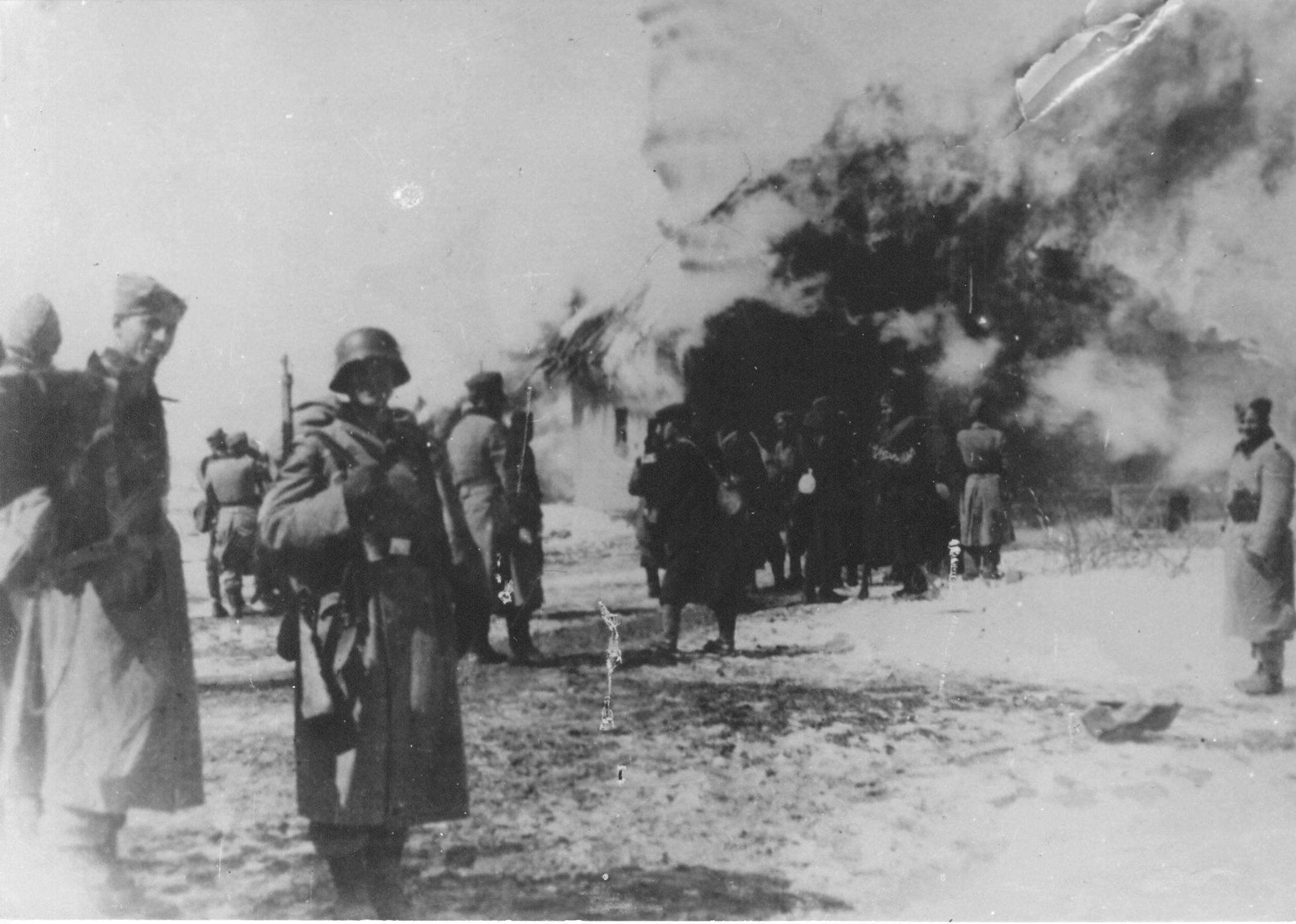
A németek felgyújtanak egy falut Boszniában a Trio hadművelet során

A megszálló és kollaboráns csapatok azonban teljesen tisztában voltak a partizán fenyegetéssel, és megpróbálták megsemmisíteni az ellenállást, melyet a jugoszláv történetírók hét fő ellenséges offenzívaként határoztak meg:
- Az első ellenséges offenzíva, a tengelyhatalmak támadása volt 1941 őszén az „Užicei Köztársaság”, a partizánok által felszabadított terület ellen Nyugat-Szerbiában. 1941 novemberében a német csapatok megtámadták és újra elfoglalták ezt a területet, a partizán erők többsége pedig Bosznia felé menekült.[46] Ezen offenzíva során tört meg a partizánok és a királypárti csetnik mozgalom közötti gyenge együttműködés, és nyílt ellenségeskedéssé vált.[47]

- A második ellenséges offenzíva, az az összehangolt tengelyhatalmi támadás volt, amelyet 1942 januárjában hajtottak végre a partizán erők ellen Kelet-Bosniában. A partizán csapatok ismét elkerülték a bekerítést, és kénytelenek voltak visszavonulni a Szarajevó melletti Igman-hegyre.[48]

- A harmadik ellenséges offenzíva, a partizán erők elleni Kelet-Boszniában, Montenegróban, Szandzsákban és Hercegovinában végrehajtott offenzíva volt, amelyre 1942 tavaszán került sor. A németek Trio hadművelet néven ismerték, és ismét a partizánok időben történő menekülésével ért véget.[49] Ezt a támadást egyes források tévesen a kozarai csataként azonosítják, amelyre 1942 nyarán került sor.

- A negyedik ellenséges offenzíva a „Bihácsi Köztársaság” elleni, más néven „neretvai csata” vagy „Fall Weiss” hadművelet volt, amely a Nyugat-Bosznia és Észak-Hercegovina közötti területre terjedt ki, és a partizánok Neretva-folyón keresztüli visszavonulásával tetőzött. 1943 januárja és áprilisa között zajlott.[50]

- Az ötödik ellenséges offenzíva a „sutjeskai csata” vagy a „Fall Schwarz” hadművelet volt. A hadművelet közvetlenül a negyedik offenzívát követte, és magában foglalta a partizán erők teljes bekerítését Bosznia délkeleti részén és Montenegró északi részén 1943 májusában és júniusában.

- A hatodik ellenséges offenzíva, a Wehrmacht és az Usztasa hadműveleinek sorozata volt Olaszország kapitulációja után az Adriai-tenger partjának biztosítására. 1943 végén és 1944 elején történt.

- A hetedik ellenséges offenzíva, egyben utolsó támadás Nyugat-Boszniában 1944 második negyedévében történt, amely magában foglalta a „Rösselsprung” hadműveletet, amely sikertelen kísérlet volt Tito és a partizán mozgalom vezetésének megsemmisítésére.

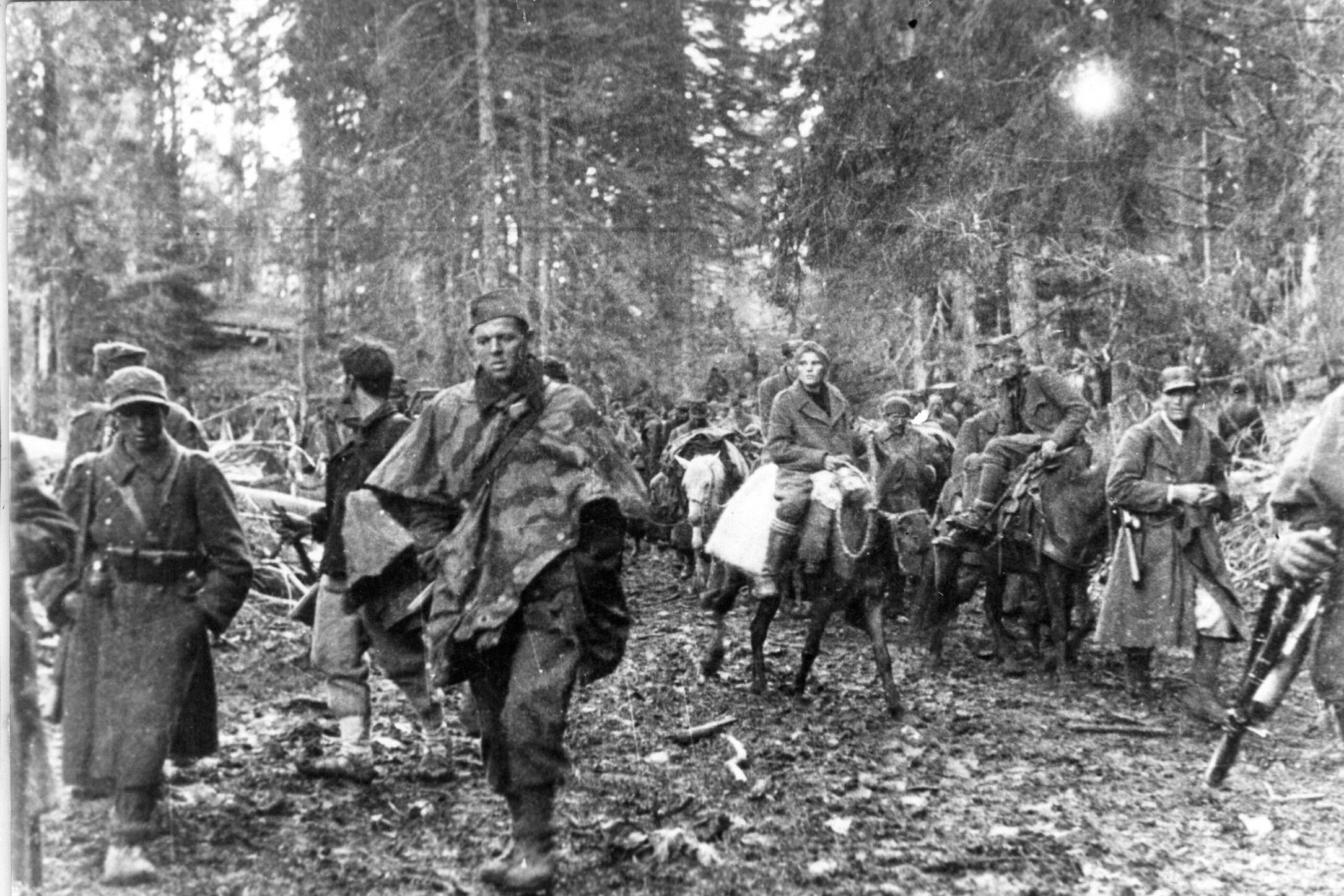
A második proletár hadosztály katonái a Sutjeskánál

A partizán ellenállásnak az volt a természete, hogy az ellene irányuló hadműveletek vagy teljesen felszámolják, vagy potenciálisan megerősödik. Az előző öt offenzíva mindegyike után ez utóbbi következett be, amelyek után a partizándandárok és hadosztályok mind tapasztalatban, mind fegyverzetükben erősebbek lettek, mint korábban, egy olyan lakosság támogatásával, amely felismerte, hogy az ellenállásnak nincs más alternatívája, csak a halál, a bebörtönzés vagy az éhezés. Nem lehettek fél intézkedések; a németek semmi mást nem hagytak maguk után, csak romokat. Ami más körülmények között pusztán ideológiai háború maradt volna, amelyről a külföldi reakciósok azt mondták tulajdonképpen az (és a német propaganda minden tőle telhetőt megtett, hogy támogassa őket), az a nemzet megőrzéséért folytatott háború lett. Ez annyira világos volt, hogy nem maradt hely a provincializmusnak; Szerbek és horvátok és szlovének, macedónok, bosnyákok, keresztények és muzulmánok, ortodoxok és katolikusok nézeteltéréseiket az életben maradásra való törekvés puszta elkeseredettségébe süllyesztették.
A partizánok reguláris hadseregként működtek, amely rendkívül mozgékony maradt a megszállt Jugoszláviában. A partizán egységek nyílt ellenállási cselekményekben vettek részt, amelyek a tengelyerők jelentős megtorlásaihoz vezettek a civilek ellen. A civilek meggyilkolása eltántorította a csetnikeket a nyílt ellenállástól, de a partizánokat nem tántorította el, és folytatták a nyílt ellenállást, amely megzavarta a tengelyhatalmak erőit, de jelentős civil áldozatokhoz vezetett.

### A szövetségesek támogatása

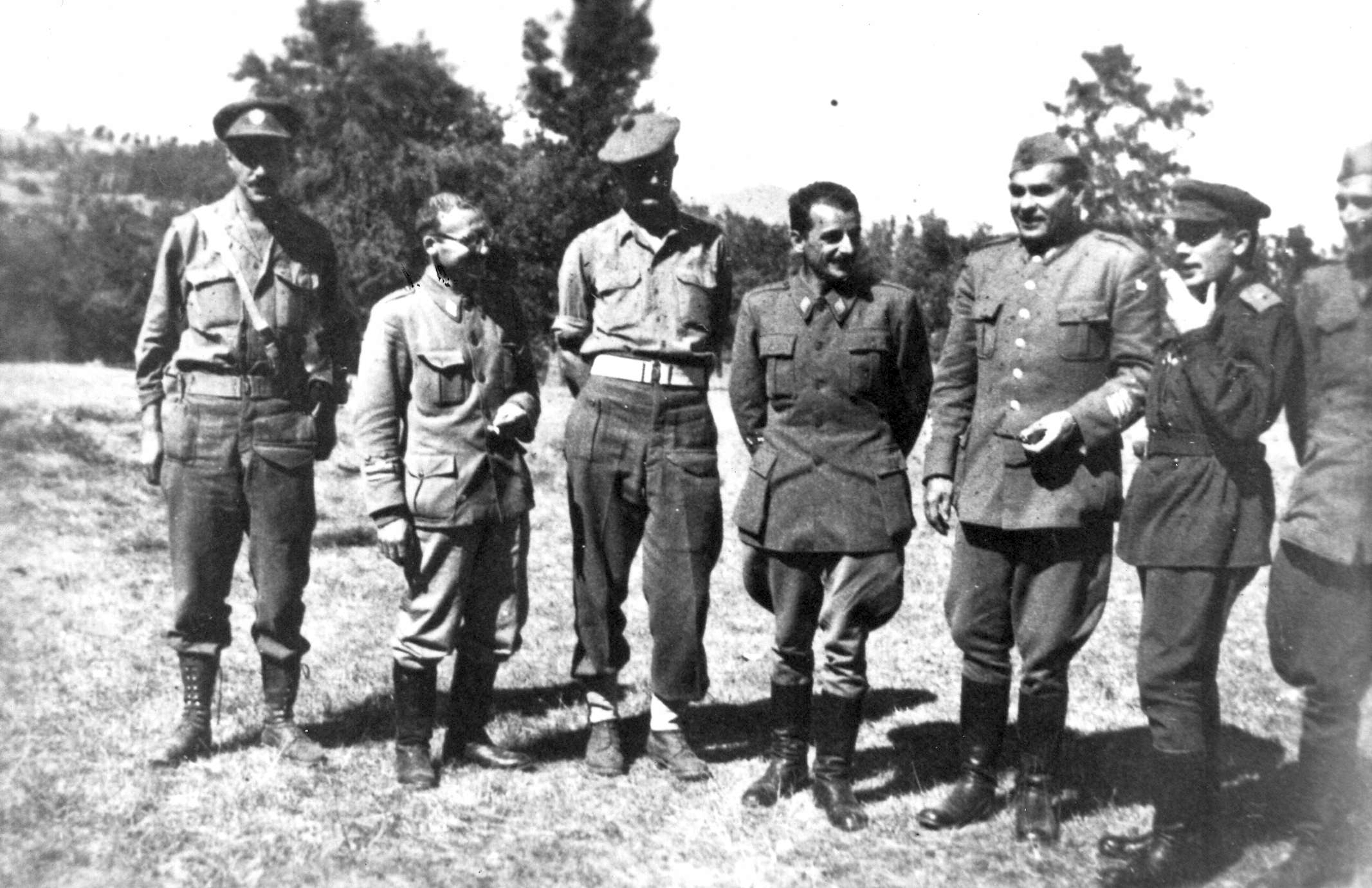
Fitzroy Maclean dandártábornok (balról a harmadik) a partizán főparancsnoksággal a Radan-hegységben

A konfliktus későbbi szakaszában a partizánok el tudták nyerni a nyugati szövetségesek erkölcsi és korlátozott anyagi támogatását is, akik addig Draža Mihailović tábornok csetnik haderejét támogatták.
A hírszerzés érdekében a nyugati szövetségesek ügynökeit beszivárogtatták a partizánok és a csetnikek közé. Az ellenállási csoportok összekötői által gyűjtött hírszerzés kulcsfontosságú volt a támogatások küldésének sikere szempontjából, és elsődlegesen befolyásolta a szövetségesek jugoszláviai stratégiáját. A hírszerzés információi végül a csetnikek pusztulásához és Tito partizánjai általi leveréséhez vezettek. 1942-ben, bár a készletek korlátozottak voltak, még mindkét félhez egyformán küldtek jelképes támogatást. Az új év azonban változást hozott. A németek 1943 májusában hajtották végre a „Fall Schwarz” hadműveletet (az ötödik partizánellenes offenzívát) a partizánok ellen. A hírszerzés jelentései két fontos észrevételt tartalmaztak. Az első az volt, hogy a partizánok bátran és agresszívan harcoltak a német 1. hegyi és 104. könnyű hadosztály ellen, jelentős veszteségeket szenvedtek el, és támogatásra van szükségük. A második megfigyelés az volt, hogy a teljes német 1. hegyi hadosztály Oroszországból vasúton zavartalanul utazott át a csetnikek ellenőrzése alatt álló területen. A német kommunikáció brit lehallgatása (ULTRA) megerősítette a csetnikek visszafogottságát. Mindent összevetve, a titkosszolgálati jelentések a szövetségesek fokozott érdeklődését eredményezték a jugoszláviai ellenállás támogatására irányuló légi műveletek fokozása iránt, és megváltoztatták a politikát. 1943 szeptemberében Churchill kérésére Fitzroy Maclean dandártábornok ejtőernyővel érkezett Tito Drvar melletti főhadiszállására, hogy állandó, formális összekötőként szolgáljon a partizánokkal való kapcsolattartásban. Míg a csetnikeket alkalmanként még ellátták, már a partizánok kapták meg a jövőbeni támogatások nagy részét.
Így a teheráni konferencia után a partizánokat a szövetségesek részéről már hivatalosan is elismerték törvényes nemzeti felszabadító erőként, akik ezt követően (Fitzroy Maclean dandártábornok befolyására és javaslatai alapján) létrehozták a RAF Balkán légierőt azzal a céllal, hogy nagyobb utánpótlást és taktikai légi támogatást biztosítsanak Tito partizán erői számára.

### Az aktivitás fokozódása
A szövetséges légi támogatásnak (Flotsam hadművelet) és a Vörös Hadsereg Szerbiába érkezésének köszönhetően 1944 második felében a partizánok figyelmüket Szerbia felé fordították, amely az Užicei Köztársaság 1941-es bukása óta viszonylag kevés harcot látott. Október 20-án a Vörös Hadsereg és a partizánok a belgrádi offenzíva néven ismert közös hadműveletben felszabadították Belgrádot. A tél kezdetén a partizánok már ténylegesen is ellenőrizték Jugoszlávia egész keleti felét – Szerbiát, Vardar Macedóniát és Montenegrót, valamint a dalmát tengerpartot is.

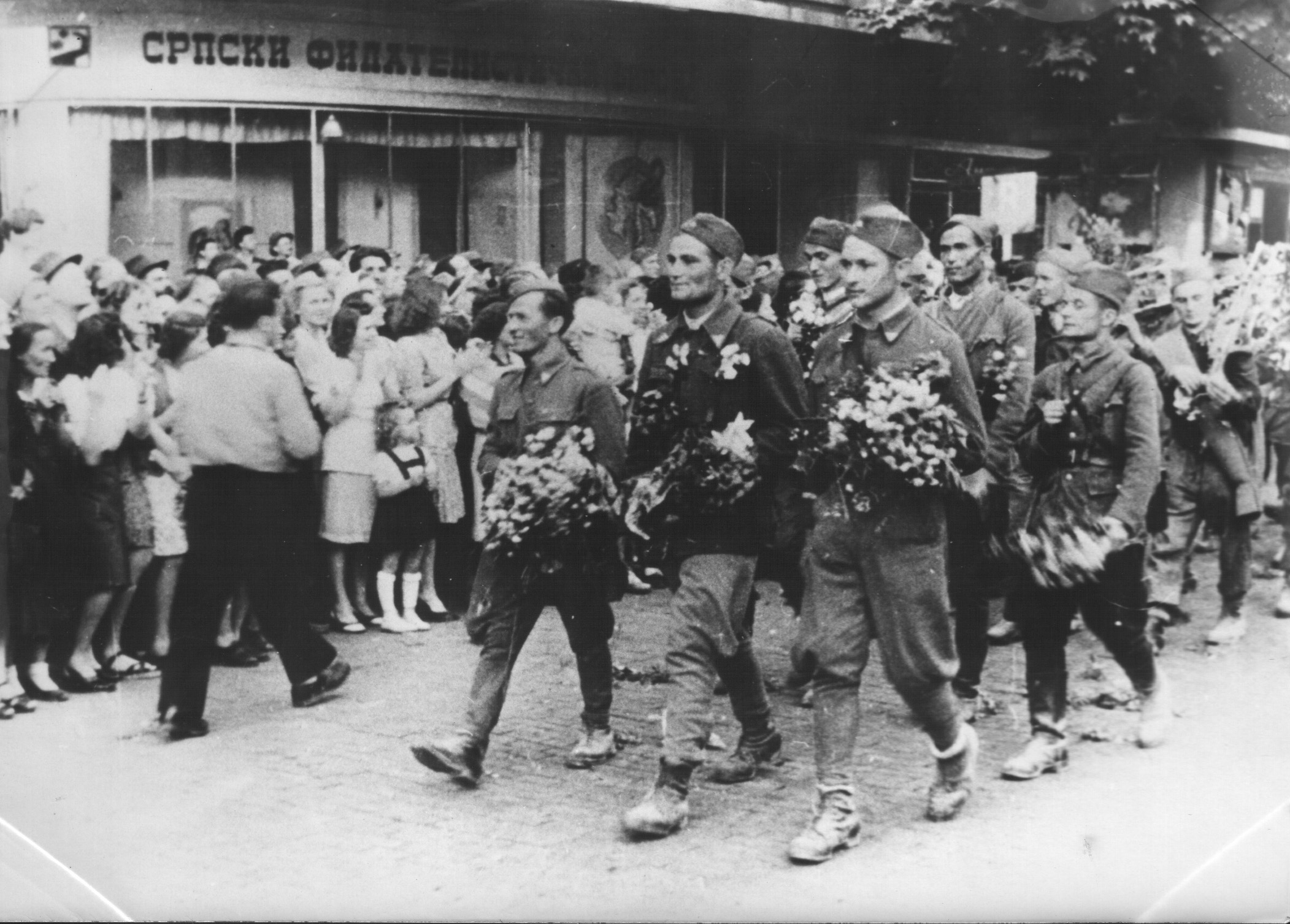
A partizánok bevonulása a felszabadított Belgrádba 1944 októberében

1945-ben a több mint 800 000 főt számláló partizánok legyőzték a Független Horvát Állam Fegyveres Erőit és a Wehrmachtot, tél végén pedig áttörést értek el a szerémségi fronton, április elején elfoglalták Szarajevót, május közepéig pedig az NDH és Szlovénia fennmaradó területeit. Fiume és Isztria elfoglalása után két nappal, amelyek a háború előtt Olaszországhoz tartoztak, elfoglalták Triesztet. A második világháború utolsó európai csatáját, a poljanai csatát 1945. május 14–15-én a partizánok és a visszavonuló Wehrmacht, valamint a kollaboráns csapatok között a karintiai Prevalje melletti Poljanánál vívták.

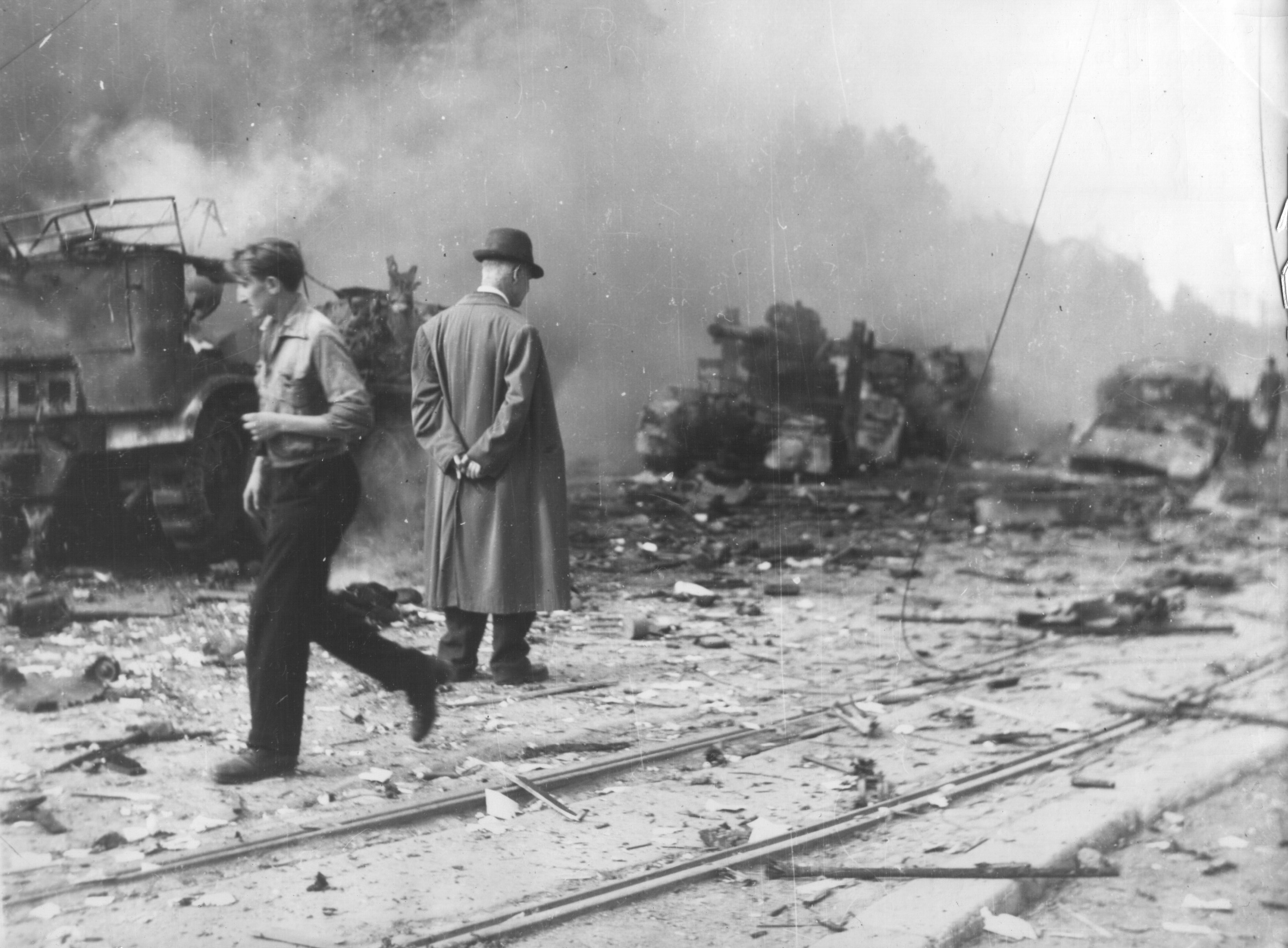
Szétlőtt német harckocsik a belgrádi Bulevar Revoluciján 1944. október 15-én

A szárazföldi erők mellett a jugoszláv partizánok voltak az egyetlen olyan ellenállási mozgalom a megszállt Európában, amely jelentős légi és tengeri erőket alkalmazott. Az ellenállás haditengerészeti erői már 1942. szeptember 19-én megalakultak, amikor a dalmáciai partizánok megalakították első halászhajókból álló haditengerészeti egységüket, amely fokozatosan az olasz haditengerészet és a Kriegsmarine elleni haderővé fejlődött, és összetett kétéltű hadműveleteket hajtott végre. Ezt az eseményt tekintik a jugoszláv haditengerészet megalapításának. A második világháború alatti csúcspontján a jugoszláv partizánok haditengerészete 9 vagy 10 fegyveres hajót, 30 járőrhajót, közel 200 támogató hajót, hat parti üteget és több partizán különítményt, a szigeteken pedig mintegy 3000 embert számlált. 1943. október 26-án a haditengerészetet először négy, majd hat tengeri és tengerparti szektorba szervezték (Pomorsko Obalni Sektor, POS). A haditengerészeti erők feladata a tengeri fölény biztosítása, a part és a szigetek védelmének megszervezése, az ellenséges tengeri forgalom és erők támadása volt a szigeteken és a partok mentén.
A partizánok 1942 májusában szereztek hatékony légierőt, amikor a Független Horvát Állam légiereje két repülőgépének pilótái (francia tervezésű és jugoszláv gyártású Potez 25, valamint Breguet 19 kétfedelű repülőgépek, amelyek korábban a Jugoszláv Királyi Köztársasághoz tartoztak), Franjo Kluz és Rudi Čajavec, Boszniában átálltak a partizánokhoz. Később ezek a pilóták a korlátozott műveletek során használták repülőgépeiket a tengelyhatalmak erőivel szemben. Bár a partizán légierő infrastruktúra hiánya miatt rövid életű volt, ez volt az első olyan ellenállási mozgalom, amelynek saját légiereje volt. A partizánok később állandó légierőt hoztak létre azzal, hogy repülőgépeket, felszereléseket és kiképzőket szereztek a tengelyhatalmaktól, a Brit Királyi Légierőtől (RAF), majd később a Szovjet Légierőtől.

## Az összetétel
A jugoszláv partizánok összetételüket tekintve 1943-ig túlnyomórészt szerbek voltak. Azt is szem előtt kell tartani, hogy a háború közepéig a partizánok viszonylag nagy felszabadított területeket csak Bosznia egyes részein ellenőriztek. A teljes háború alatt a partizánnyugdíjban részesülők 1977-es nyilvántartása szerint a partizánok etnikai összetétele 53,0% szerb, 18,6% horvát, 9,2% szlovén, 5,5% montenegrói, 3,5% boszniai muszlim és 2,7% macedón volt. A NOP állományának további részét albánok, magyarok és magukat jugoszlávnak valló személyek alkották. Abban a pillanatban, amikor Olaszország kapitulált a szövetségesek előtt, a szerbek és a horvátok már népességszámuknak megfelelő arányban vettek részt a harcokban Jugoszláviában. Tito szerint 1944 májusára a partizánok etnikai összetétele 44%-a szerb, 30%-a horvát, 10%-a szlovén, 5%-a montenegrói, 2,5%-a macedón és 2,5%-a boszniai muszlim volt. Olaszok is voltak a hadseregben: több mint 40 000 olasz harcos küzdött több katonai alakulatban, például a 9. hadtestben, a „Pino Budicin” partizánzászlóaljban, a „Garibaldi” partizánhadosztályban az olasz hadosztályban és másutt. Az 1944 őszén Szerbiában és Észak-Macedóniában végrehajtott szovjet-bolgár offenzívát követően megnövekedett a szerbek, macedónok és végül a koszovói albán partizánok száma. A szerb partizándandárok száma az 1944. júniusi 28-ról év végére 60-ra emelkedett. Regionális viszonylatban tehát a partizánmozgalom aránytalanul nyugat-jugoszláv volt, különösen Horvátországból, míg 1944 őszéig Szerbia hozzájárulása aránytalanul csekély volt. 1941-től 1943 szeptemberéig Horvátországból és Bosznia-Hercegovinából 1064 zsidó csatlakozott a partizánokhoz, a zsidók nagy része pedig Olaszország 1943-as kapitulációja után csatlakozott a partizánokhoz. 2339 horvátországi és bosznia-hercegovinai élte túl a háborút, míg 804-en meghaltak. A jugoszláv partizánokhoz csatlakozott zsidók többsége Horvátországból és Bosznia-Hercegovinából származott, és Romano szerint ez a szám 4572 volt, míg 1318-an haltak meg.

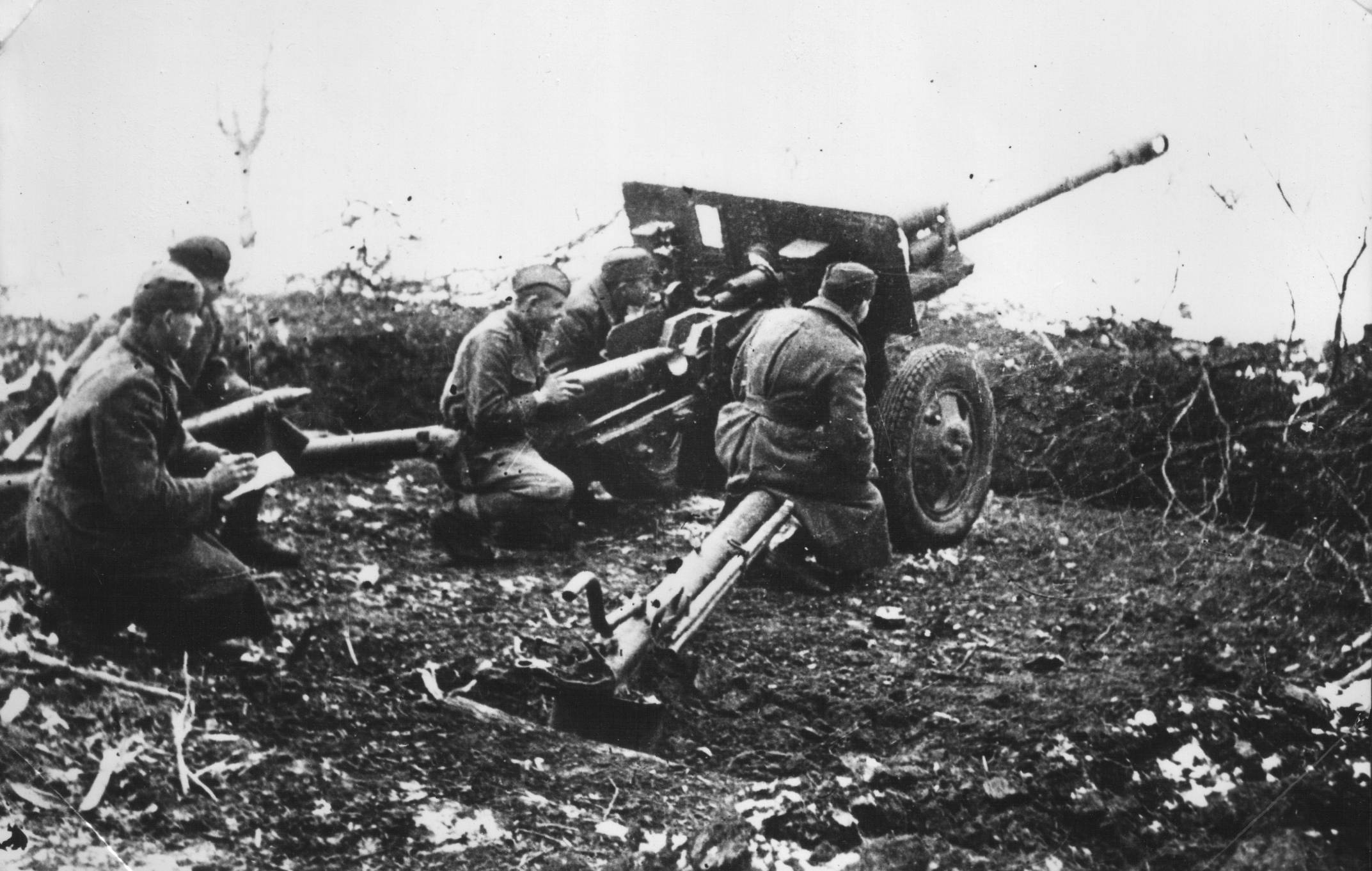
A 6.likai hadosztály tüzérsége 1945-ben a szerémségi fronton

Fabijan Trgo történész szerint 1944 nyarán a Nemzeti Felszabadító Hadseregnek körülbelül 350 000 katonája volt 39 hadosztályban, amelyeket 12 hadtestbe csoportosítottak. 1944 szeptemberében 17 hadosztályban mintegy 100 000 katona állt készen arra, hogy belépjen a Szerbia felszabadításáért vívott harc utolsó szakaszába, összességében az összes jugoszláv területen a Nemzeti Felszabadító Hadsereg mintegy 400 000 fegyveres katonával rendelkezett. Vagyis 15 hadtest, azaz 50 hadosztály, 2 hadműveleti csoport, 16 önálló dandár, 130 partizánosztag, haditengerészet és az első repülőalakulatok. 1945 elején a katonák száma körülbelül 600 000 volt. Március 1-jén a jugoszláv hadseregnek már több mint 800 000 katonája volt, 63 hadosztályba csoportosítva.
Míg csetnikek főként szerb orientációjú csoport volt, és szerb nacionalizmusuk azt eredményezte, hogy nem tudtak sok nem szerbet toborozni vagy megszólítani, a partizánok a kommunizmus népfront jellegét helyezték előtérbe, amely minden jugoszláv ember számára vonzó volt. Boszniában a partizánok toborzásának jelszavai egy olyan országot ígértek, amely ne legyen se szerb, se horvát, se ne muszlim, hanem legyen szabad és testvéri ország, amelyben minden etnikum és társadalmi csoport teljes egyenlősége biztosított. Ennek ellenére a jugoszláv partizánok között a szerbek maradtak a domináns etnikai csoport a háború alatt. Az észak-dalmáciai csetnikekkel folytatott olasz együttműködés atrocitásokhoz vezetett, amelyek a dalmáciai horvátok körében tovább növelték a partizánok támogatását. A Split melletti Gata elleni csetnik támadások mintegy 200 horvát civil lemészárolásához vezettek.

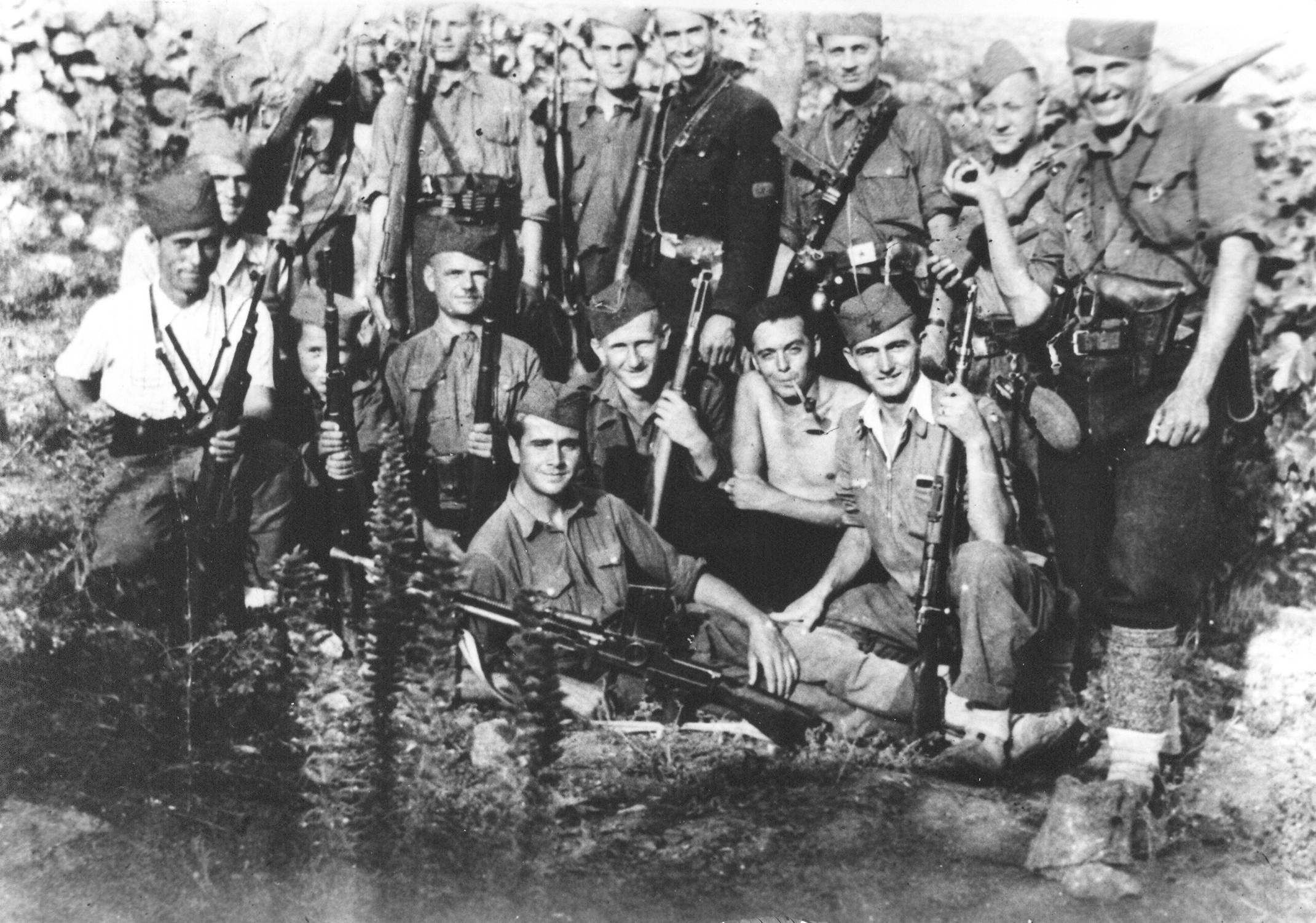
A 10. hercegovinai partizánzászlóalj katonái 1943-ban

Különösen Mussolini erőszakos olaszosítási politikája biztosította, hogy 1941 végén először jelentős számú horvát csatlakozott a partizánokhoz. Más területeken a horvátok toborzását akadályozta, hogy egyes szerbek a szervezetet kizárólag szerbnek tekintették, elutasítva a nem szerb tagokat és horvát szomszédaik falvaiban garázdálkodtak. Szarajevói zsidó fiatalok egy csoportja megpróbált csatlakozni egy kalinovniki partizán különítményhez, de a szerb partizánok visszafordították őket Szarajevóba, ahol sokakat elfogtak a tengelyhatalmak csapatai és elpusztultak. A horvát Usztasa szerb lakosság elleni támadásait a gerillatevékenység felerősödése egyik fontos okának tekintették, ezzel is elősegítve az egyre növekvő partizán ellenállást. Olaszország kapitulációja és az azt követő belgrádi offenzíva után az Usztasa sok tagja csatlakozott a partizánokhoz.

### Bosznia-Hercegovina
A háború elején a partizánok összetételében mutatkozó meghatározó szerb többség, valamint a horvát és muszlim civilek elleni atrocitásokban és gyilkosságokban részt vevő csetnikekkel kötött szövetség arra kényszerítette a horvátokat és a muszlimokat, hogy ne csatlakozzanak a boszniai partizánokhoz. 1942 elejéig a bosznia-hercegovinai partizánok, akik szinte kizárólag szerbek voltak, szorosan együttműködtek a csetnikekkel, és Kelet-Hercegovina és Nyugat-Bosznia néhány partizán egysége nem volt hajlandó muszlimokat fogadni soraiba. Sok muszlim számára ezeknek a szerb partizánoknak a velük szemben tanúsított viselkedése azt jelentette, hogy kevés különbség volt számukra a partizánok és a csetnikek között. Bosznia-Hercegovina egyes területein, így a Bosznia északnyugati részén található Kozara-hegységben és a Szarajevó melletti Romanija-hegység területén azonban a partizánok kezdetektől fogva sikeresen fogadták soraikba a muszlimokat és a horvátokat. Kozara térségében 1941 végére a muszlimok és horvátok már a partizán erők 25 százalékát tették ki.
Hoare szerint 1943 végén Bosznia-Hercegovinában a partizánok 70%-a szerb, 30%-a horvát és muszlim volt. 1977 végén a partizán hadinyugdíjban részesülők 64,1%-a szerb, 23%-a muszlim és 8,8%-a horvát volt.

### Horvátország
1941–42-ben a horvátországi partizánok többsége szerb volt, 1943 októberére azonban már a horvátok alkottak többséget. Ez a változás részben annak volt köszönhető, hogy a Horvát Parasztpárt egyik meghatározó tagja, Božidar Magovac 1943 júniusában a partizánokhoz csatlakozott, részben pedig Olaszország kapitulációja játszott benne szerepet. Abban a pillanatban, amikor Olaszország kapitulált a szövetségesek előtt, a szerbek és a horvátok már lakosságszámuk szerint egyenlő arányban vettek részt a partizán harcokban. Goldstein szerint 1941 végén a horvátországi partizánok 77%-a szerb, 21,5%-a horvát volt, a többiek ismeretlen nemzetiségűek. A horvátok aránya a partizánok között 1942 augusztusára 32%-ra, 1943 szeptemberére pedig 34%-ra nőtt. Olaszország kapitulációja után ez tovább nőtt. 1944 végén 60,4% horvát, 28,6% szerb és 11% egyéb nemzetiségű (2,8% muszlim, szlovén, montenegrói, olasz, magyar, cseh, zsidó és népi német) volt a horvátországi partizán egységekben. Ivo Banac szerint a horvát partizánmozgalomnak 1944 második felében mintegy 150 000 fegyveres harcosa volt, 100 070 pedig hadműveleti egységekben szolgált, ahol horvátok 60 703 (60,66%), szerbek 24 528 (24,51%), a szlovének 5113 főt (5,11%) tettek ki. A szerbek aránya a horvátországi partizánok között többet tett ki, mint amennyi a helyi lakosságon belüli arányuk volt.

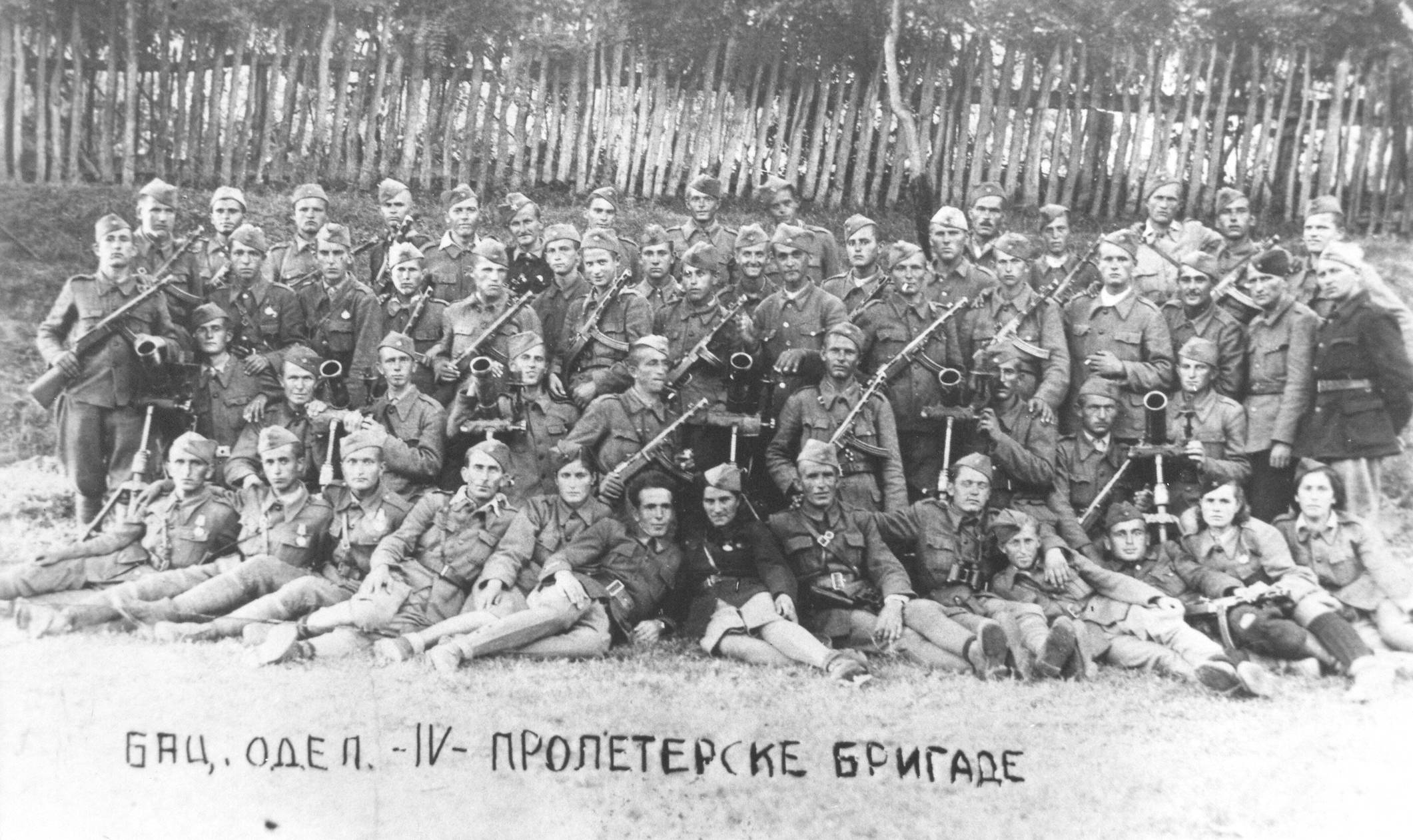
A 4. montenegrói partizánzászlóalj 1944-ben

A horvátországi partizánok a háború legeleje óta szerves részét képezték az általános jugoszláv partizánmozgalomnak, ahol a horvát etnikumúak a mozgalomban előkelő pozíciókban voltak; Egyes, az 1990-es években publikáló kutatók szerint, mint például Cohen, 1943 végére a jugoszláv lakosság 24%-ával rendelkező Horvátország több partizánt biztosított, mint Szerbia, Montenegró, Szlovénia és Macedónia együttvéve (bár nem többet, mint Bosznia-Hercegovina). 1943 elején a partizánok lépéseket tettek a ZAVNOH (Horvátország Népi Felszabadításának Országos Antifasiszta Tanácsa) létrehozására, amely egész Horvátország parlamenti testületeként működött – ez volt az egyetlen ilyen jellegű testület a megszállt Európában. A ZAVNOH három plenáris ülést tartott a háború alatt olyan területeken, amelyeket továbbra is a tengelyhatalmak csapatao vettek körül. A negyedik, egyben utolsó ülésén, amelyet 1945. július 24–25-én tartottak Zágrábban, a ZAVNOH horvát parlamentnek (Szábornak) nyilvánította magát.
1941 végére az NDH területén a szerbek a lakosságnak körülbelül egyharmadát, de a partizánok között körülbelül 95%-át tették ki. Ez a számbeli dominancia később csökkent, de 1943-ig a szerbek alkották a partizánok többségét Horvátországban (beleértve Dalmáciát is). A jelentős számú szerb lakossal rendelkező tulajdonképpeni horvátországi területek (Lika, Banija, Kordun) jelentették a partizánok legfontosabb erőforrását. 1941 májusában az usztasa rezsim átengedte Észak-Dalmáciát a fasiszta Olaszországnak, ami a dalmáciai horvátok partizánjainak egyre nagyobb támogatását váltotta ki. Az usztasa rezsim és a tengelyhatalmak erőszakja és jogsértései miatt Horvátország más részein is fokozatosan nőtt a partizánok horvát támogatása, de sokkal lassabban, mint Dalmáciában. Tito fő hadműveleti csoportjának 22 148 partizánja közül az 1943. júniusi sutjeskai csatában mindössze 1492 szerbiai partizán harcolt, míg 8925 volt horvátországi (ebből 5195 dalmáciai), de etnikailag 11851 szerb volt 5220 horvát mellett. 1943 végén mind a 13 dalmát partizándandár horvát többségű volt, de a tulajdonképpeni horvát partizándandár 25 (Dalmácia nélkül) közül csak 7 volt horvát többségű (17 szerb és egy cseh többségű). Tvrtko Jakovina és Davor Marijan történészek szerint a horvátok tömeges részvételének fő oka az 1943. júniusi sutjeskai csatában az olasz fasiszták folyamatos terrorja volt.

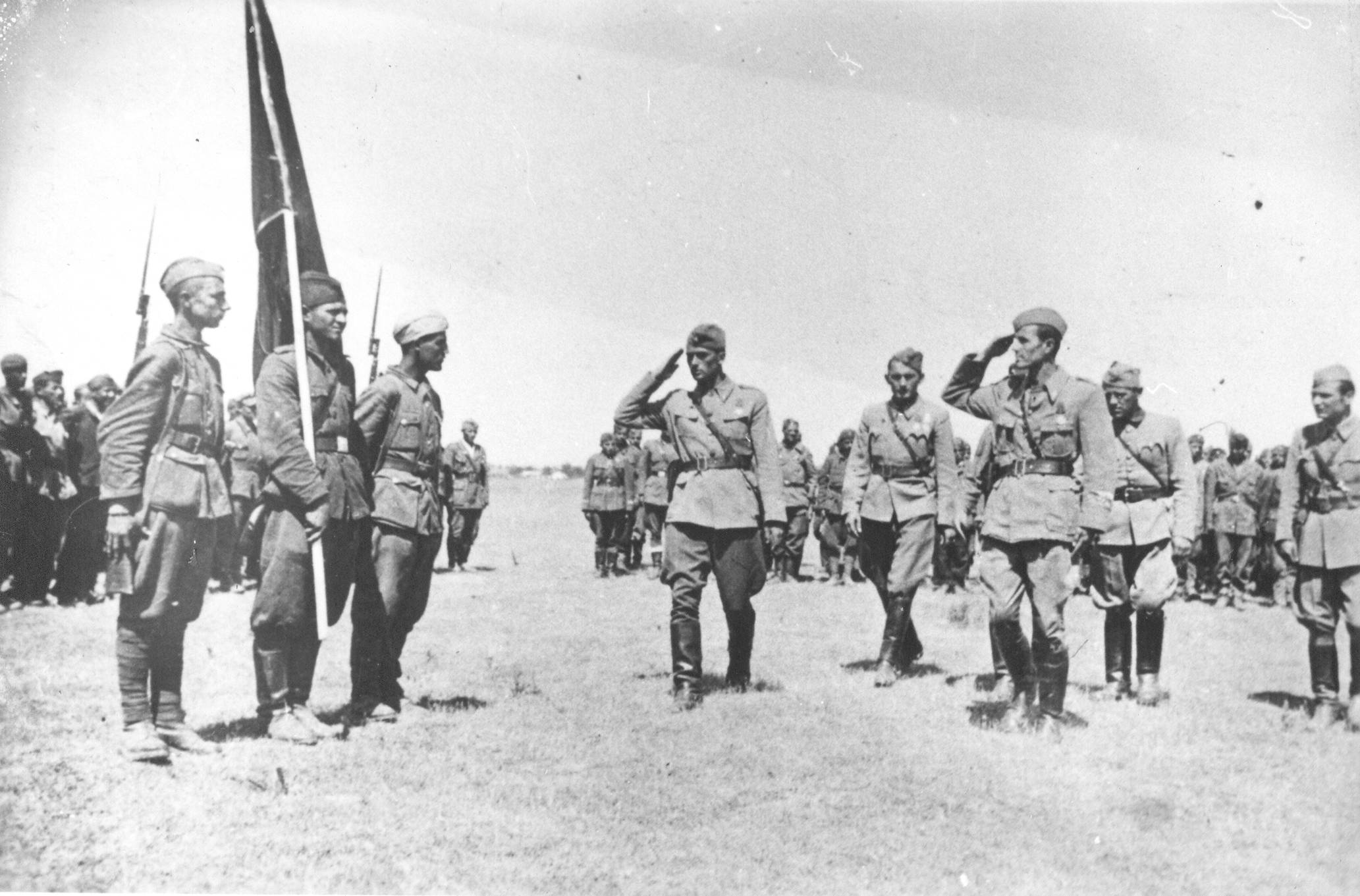
A 48. macedón hadosztály a szerémségi fronton 1945 áprilisában

Tito szerint Zágráb lakosságának egynegyede (azaz több mint 50 000 polgár) vett részt a partizánharcokban, amelynek során több mint 20 000-en vesztették életüket (a fele aktív harcosként). Partizán harcosként 4709 zágrábi polgárt öltek meg, 15129-et pedig az usztasa és náci börtönökben és koncentrációs táborokban, további 6500-at pedig a felkelésellenes műveletek során gyilkoltak meg.
A Jugoszlávia felszabadításáért folytatott végső offenzívában Horvátországtól 165 000 katona vett részt, akik főként Horvátország felszabadításáért harcoltak. Horvátország területén 1944. november 30. után az ellenséggel vívott harcban 5 hadtest, 15 hadosztály, 54 dandár és 35 partizán különítmény vett részt, összesen 121 341 katona (117 112 férfi és 4239 nő), amely 1944 végén a Nemzeti Felszabadító Hadsereg teljes fegyveres erőinek az egyharmadát tette ki. Ugyanakkor Horvátország területén 340 000 német katona, 150 000 usztasa és horvát honvéd katona tartózkodott, míg a csetnikek 1945 elején Szlovénia felé vonultak ki. A partizánok etnikai összetétele szerint a legtöbb horvát volt 73 327 (60,40%), ezt követik a szerbek 34 753 (28,64%), a muszlimok 3316 (2,75%), a zsidók 284 (0,25%), valamint a szlovének és montenegróiak (7, 67%) és mások. A partizánok és az etnikai összetétel nem foglalja magában azt a 9 dandárt, amely Horvátországon kívül harcolt.

### Szerbia
Jugoszláviában 1941. szeptember végére 24 partizánkülönítményt hoztak létre körülbelül 14 000 katonával.  1943 végére már összesen 97 partizándandár, míg Jugoszlávia keleti részein (Vajdaság, Szerbia, Montenegró, Koszovó és Macedónia) mindössze 18 partizándandár létezett. Szerbiában 1944 tavaszán és nyarán sok csetnik dezertőr és fogoly csatlakozott a partizán egységekhez. Amikor a szovjetek 1944 végén felszabadították Szerbiát, megkezdődött a szerbek, macedónok és végül a koszovói albánok tömeges mozgósítása, amely hozzájárult a keleti és nyugati jugoszláv partizánmozgalmak közötti kiegyensúlyozott arányokhoz. Szerbia hozzájárulása a partizán mozgalomhoz 1944 ősze előtt aránytalanul csekély volt. 1944. szeptember végén Szerbiának mintegy 70 000 katonája volt a Szerbiai Főparancsnokság irányítása alatt, ebből a 13. hadtestben mintegy 30 000 katona, a 14. hadtestben 32 463 katona, a 2. proletár hadosztályban pedig 4600 katona szolgált.

### Szlovénia
A második világháború idején Szlovénia egyedülálló helyzetben volt, mivel Jugoszláviának az egyetlen tagországa volt, amelyet teljes mértékben annektáltak a szomszédos náci Németországhoz, a fasiszta Olaszországhoz és Magyarországhoz. Mivel a szlovén nemzet léte került veszélybe, a partizán mozgalom szlovén támogatása sokkal szilárdabb volt, mint Horvátországban vagy Szerbiában.  Mivel a hangsúly etnikai identitás védelmén volt, a partizán egységeket az Ivan Cankar zászlóalj példáját követve jelentős szlovén költőkről és írókról nevezték el.

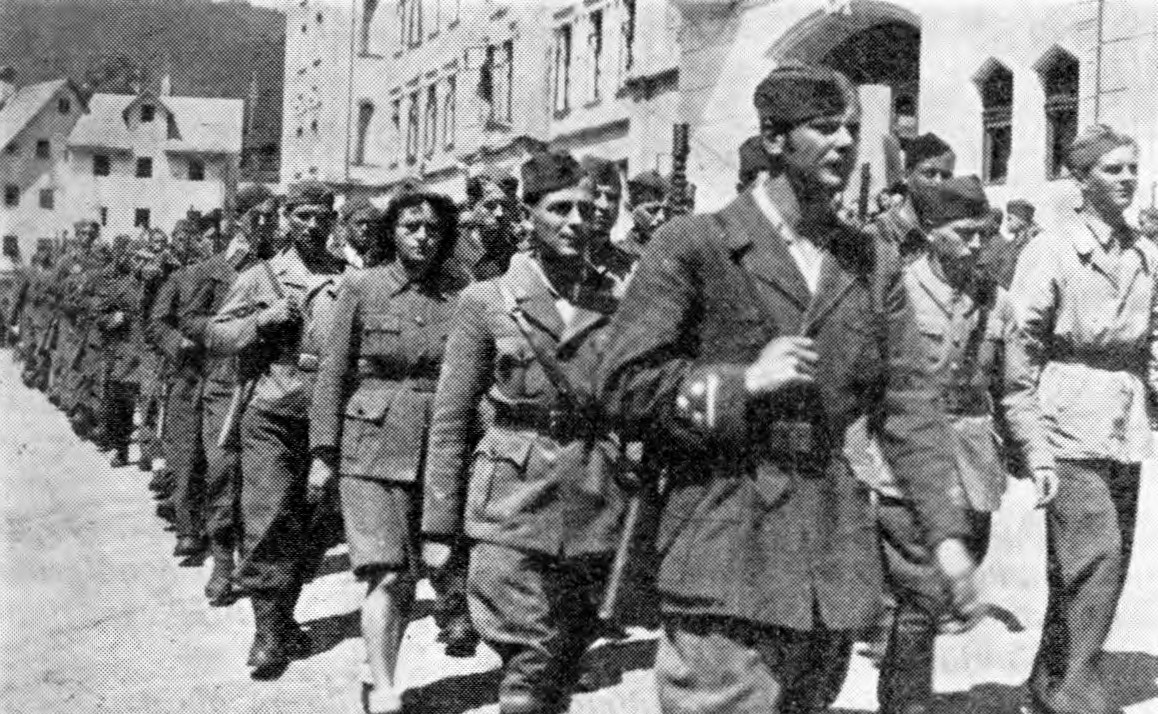
Szlovén partizánegységek bevonulása 1945-ben a felszabadított Idrijába

A partizán erők kezdetben kicsik, gyengén felfegyverzettek és infrastruktúra nélküliek voltak, de a spanyol polgárháborús veteránok között volt némi tapasztalatuk a gerillahadviselésben. A szlovéniai partizánmozgalom a Ljubljana tartományban 1941. április 26-án létrehozott antifasiszta ellenállási platform, a Szlovén Nemzet Felszabadítási Frontjának katonai ágaként működött, amely eredetileg több baloldali beállítottságú csoportból állt, amelyek közül a legjelentősebb a kommunista párt és a keresztényszocialisták voltak. A háború folyamán a Szlovén Kommunista Párt befolyása növekedni kezdett, mígnem az 1943. március 1-jei dolomiti nyilatkozat hivatalosan is szentesítette elsőbbségét. A Felszabadítási Front egyes tagjai és a partizánok a TIGR ellenállási mozgalom volt tagjai voltak.
A Felszabadítási Front összes politikai csoportjának képviselője részt vett a Felszabadítási Front Legfelsőbb Plénumán, amely a szlovéniai ellenállási erőfeszítéseket vezette. A Legfelsőbb Plénum 1943. október 3-ig működött, amikor a szlovén nemzet küldötteinek kočevjei gyűlésén a Felszabadítási Front 120 tagú plénumát a Szlovén Felszabadítási Front legfelsőbb testületévé választották. A plénum Szlovén Nemzeti Felszabadítási Bizottságként, Szlovénia legfőbb hatóságaként is működött. Egyes történészek a kočevjei közgyűlést tartják az első szlovén megválasztott parlamentnek, mivel képviselői az AVNOJ 2. ülésén is részt vettek, és nagy szerepük volt abban, hogy az új szövetségi Jugoszlávia létrehozásáról szóló határozatot az önrendelkezési záradékkal egészítették ki. A Felszabadítási Front plénumát az 1944. február 19-i črnomelji konferencián átnevezték Szlovén Nemzeti Felszabadítási Tanácsnak, és átalakult a szlovén parlamentté.

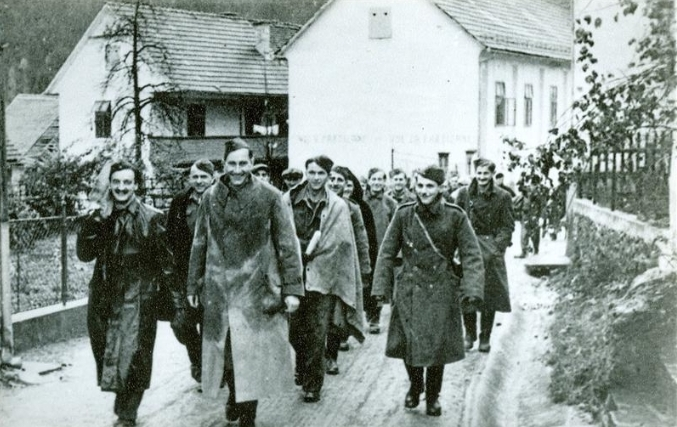
Szlovén partizánok Ljubno utcáin

A szlovén partizánok egészen a második világháború utolsó hónapjaiig megőrizték sajátos szervezeti felépítésüket és a szlovén nyelvet, mint a parancsnoklás nyelvét. Az egyenruhájuk részeként 1942-től 1944-ig triglavka sapkát viseltek, amit aztán fokozatosan a titovka sapkára cseréltek. 1945 márciusában a szlovén partizán egységeket hivatalosan egyesítették a Jugoszláv Hadsereggel, így külön alakulatként megszűntek létezni.
A partizántevékenység Szlovéniában 1941-ben kezdődött, és független volt Tito déli partizánjaitól. 1942 őszén Tito először próbálta meg irányítani a szlovén ellenállási mozgalmat. Arsa Jovanović, egy vezető jugoszláv kommunista, akit Tito jugoszláv partizánellenállásának legfelsőbb parancsnoksága küldött, 1943 áprilisában sikertelenül fejezte be küldetését a szlovén partizánok központi irányítása érdekében. A szlovén partizánok egyesülése Tito erőivel csak 1944-ben történt meg.
1943 decemberében nehéz és zord terepen, mindössze néhány órányira Ausztriától és Németország központi részeitől épült fel a Franja Partizán Kórház. A partizánok Radio Kričač néven saját rádióműsort sugároztak, melynek helyét a megszálló csapatok soha nem találták meg, bár a helyi lakosságtól elkobozták a vevőantennákat.

### Partizánnők

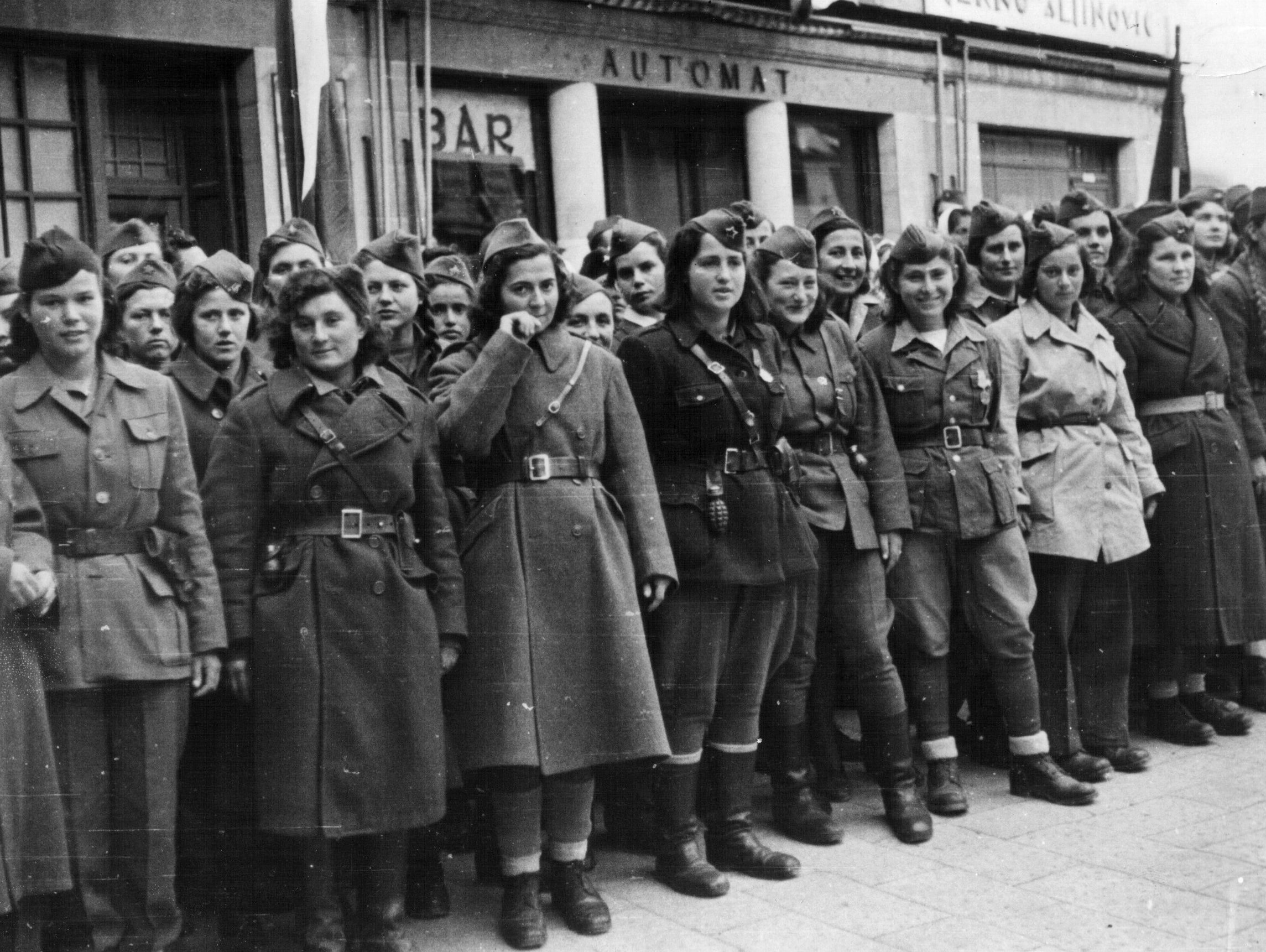
Dalmáciai partizánnők a felszabadított Splitben 1944-ben

A jugoszláv partizánok sok nőt mozgósítottak. A Jugoszláv Nemzeti Felszabadítási Mozgalom 6 000 000 civil támogatót számlált; az Antifasiszta Női Frontot (AFŽ) kétmillió nő alkotta, amelyben a forradalmárok együtt éltek a hagyományos életvitelűekkel. Az AFŽ iskolákat, kórházakat, sőt önkormányzatokat is irányított. Tito Jugoszláv Nemzeti Felszabadító Hadseregében körülbelül 100 000 nő szolgált 600 000 férfi mellett. A partizankák (partizánnők) vonzására és legitimálására a mozgalom hangsúlyozta a nők jogai és a nemek közötti egyenlőség iránti elkötelezettségét, és toborzásukra a hagyományos folklórhősnők példáit használta fel. A háború után a nők visszatértek a hagyományos nemi szerepekhez, örökségük Jugoszláviában azonban egyedülálló, hiszen történészei nagy figyelmet fordítottak a nők ellenállásban betöltött szerepére egészen az ország 1990-es évekbeli felbomlásáig. Aztán a női katonák emléke elhalványult.

## Veszteségek
Sikereik ellenére a partizánok súlyos veszteségeket szenvedtek a háború során. A táblázat az 1941. július 7. és 1945. május 16. közötti partizánveszteségeket ábrázolja: 
|                         | 1941   | 1942   | 1943   | 1944    | 1945    | Összesen |
| ----------------------- | ------ | ------ | ------ | ------- | ------- | -------- |
| Harc közben elesett     | 18,896 | 24,700 | 48,378 | 80,650  | 72,925  | 245,549  |
| Harc közben megsebesült | 29,300 | 31,200 | 61,730 | 147,650 | 130,000 | 399,880  |
| Sebesülésébe belehalt   | 3,127  | 4,194  | 7,923  | 8,066   | 7,800   | 31,200   |
| Harc közben eltűnt      | 3,800  | 6,300  | 5,423  | 5,600   | 7,800   | 28,925   |

Ivo Goldstein szerint 82 000 szerbet és 42 000 horvátot öltek meg az NDH területén partizánharcosként.

## Mentő hadműveletek
A partizánok voltak felelősek a szövetségesek lelőtt pilótáinak a Balkánról történt sikeres evakuálásáért. Például 1944. január 1. és október 15. között az Egyesült Államok légierejének légicsapat-mentő egysége által összeállított statisztikák szerint 1152 amerikai pilótát szállítottak Jugoszláviából, 795-öt partizánok, 356-ot a csetnikek segítségével. A jugoszláv partizánok szlovén területen 303 amerikai repülőt, 389 brit repülőt és hadifoglyot, valamint 120 francia és egyéb hadifoglyot és rabszolgamunkást mentettek meg.
A partizánok több száz szövetséges katonának is segítettek, akiknek sikerült megszökniük a német hadifogolytáborokból (főleg Dél-Ausztriában) a háború alatt, de különösen 1943-tól 1945-ig. Ezeket Szlovénián keresztül szállították, ahonnan sokakat Semičből szállítottak légi úton, másokat pedig egy Horvátországon keresztüli a hosszabb szárazföldi út után hajóval vittek az olaszországi Bariba. 1944 tavaszán a szlovéniai brit katonai misszió arról számolt be, hogy ezekből a táborokból „folyamatos, lassú szivárgás” történt. Helyi civilek segítették őket, és a Dráva folyó mentén vették fel a kapcsolatot a partizánokkal, és partizánvezetők útján sikerült biztonságba vinni őket.

### Az ožbalti rajtaütés

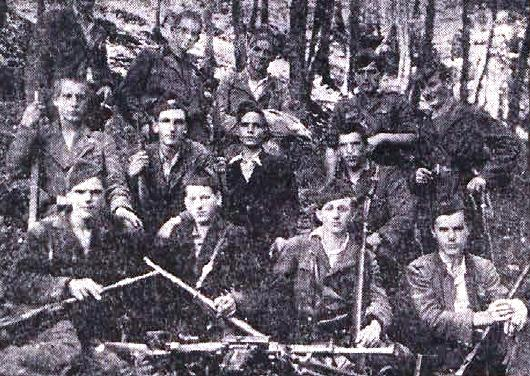
A szlovén Cankar zászlóalj katonái 1943-ban Tihabojban

1944 augusztusában, az úgynevezett ožbalti rajtaütésben a partizánok egyetlen hadműveletben összesen 132 szövetséges hadifoglyot mentettek ki a német fogságból. 1944 júniusában a szövetséges menekültszervezet aktív tevékenységbe kezdett a dél-ausztriai táborok foglyainak kiszabadítása és Jugoszlávián keresztüli evakuálása érdekében. A szövetséges misszió észak-szlovéniai képviselete megállapította, hogy Ožbaltnál, közvetlenül a határ osztrák oldalán, Maribortól körülbelül 50 km-re van egy rosszul őrzött munkatábor, ahonnan a szlovén partizánok rajtaütése kiszabadíthatná az összes foglyot. Több mint száz hadifoglyot szállítottak minden reggel a maribori Stalag XVIII-D táborból Ožbaltba vasúti karbantartási munkálatok elvégzésére, majd este visszatértek szállásukra. A partizánok és a foglyok között kapcsolatfelvételre került sor, aminek eredményeként augusztus végén egy hétfős csoport 15 órakor megszökött egy alvó őr mellett, majd 21 órakor a foglyok már a partizánokkal ünnepeltek a határ jugoszláv oldalán a 8 km-re fekvő faluban.
A hét szökött fogoly megbeszélte a partizánokkal, hogy a tábor többi részét másnap kiszabadítják. Másnap reggel a hét szökött fogoly mintegy száz partizánnal tért vissza, hogy bevárják a munkacsoportnak a szokásos vonattal történő érkezését. Amint a munka megkezdődött, a partizánok – egy új-zélandi szemtanút idézve – „lecsaptak a domboldalról, és lefegyverezték a tizennyolc őrt”. Rövid időn belül már ők kísérték a foglyokat, az őröket és a civil felvigyázókat végig azon az útvonalon, amelyet előző este az első hét fogoly használt. Az első elért partizántáborban összesen 132 megszökött fogoly adatait rögzítették, hogy rádión továbbítsák Angliába. A dél felé vezető evakuálási útvonalon nehéz volt haladni, mivel a német járőrök nagyon aktívak voltak. Egy ilyen járőr éjszakai rajtaütése miatt két fogoly és két kísérő vesztette életét. Végül eljutottak Semičbe, a szlovéniai Bela Krajinába, amely a hadifoglyokat ellátó partizánbázis volt. Végül a Gradac melletti otoki repülőtérről 1944. szeptember 21-én repültek át Bariba.

## Atrocitások
A partizánok a háború alatt és után sok civilt is lemészároltak. 1941. július 27-én a partizánok vezette egységek mintegy 100 horvát civilt mészároltak le Bosansko Grahovóban és 300-at Trubarban az NDH elleni drvari felkelés során. 1941. szeptember 5. és 8. között mintegy 1000-3000 muszlim civilt és katonát, köztük 100 horvátot mészárolt le a partizán Drvar-dandár. Számos partizán egység és egyes területeken a helyi lakosság is követett el tömeggyilkosságot a háború utáni időszakban hadifoglyok és más feltételezett tengely-szimpatizánsok, kollaboránsok és/vagy fasiszták, valamint hozzátartozóik, köztük gyerekek ellen. A hírhedt mészárlások közé tartozik a foiba-mészárlások, a teznoi mészárlás, a macelji mészárlás, a Kočevski Rog-i mészárlás, a Barbara Pit-i mészárlás és az 1944–45-ös szerbiai kommunista tisztogatások.

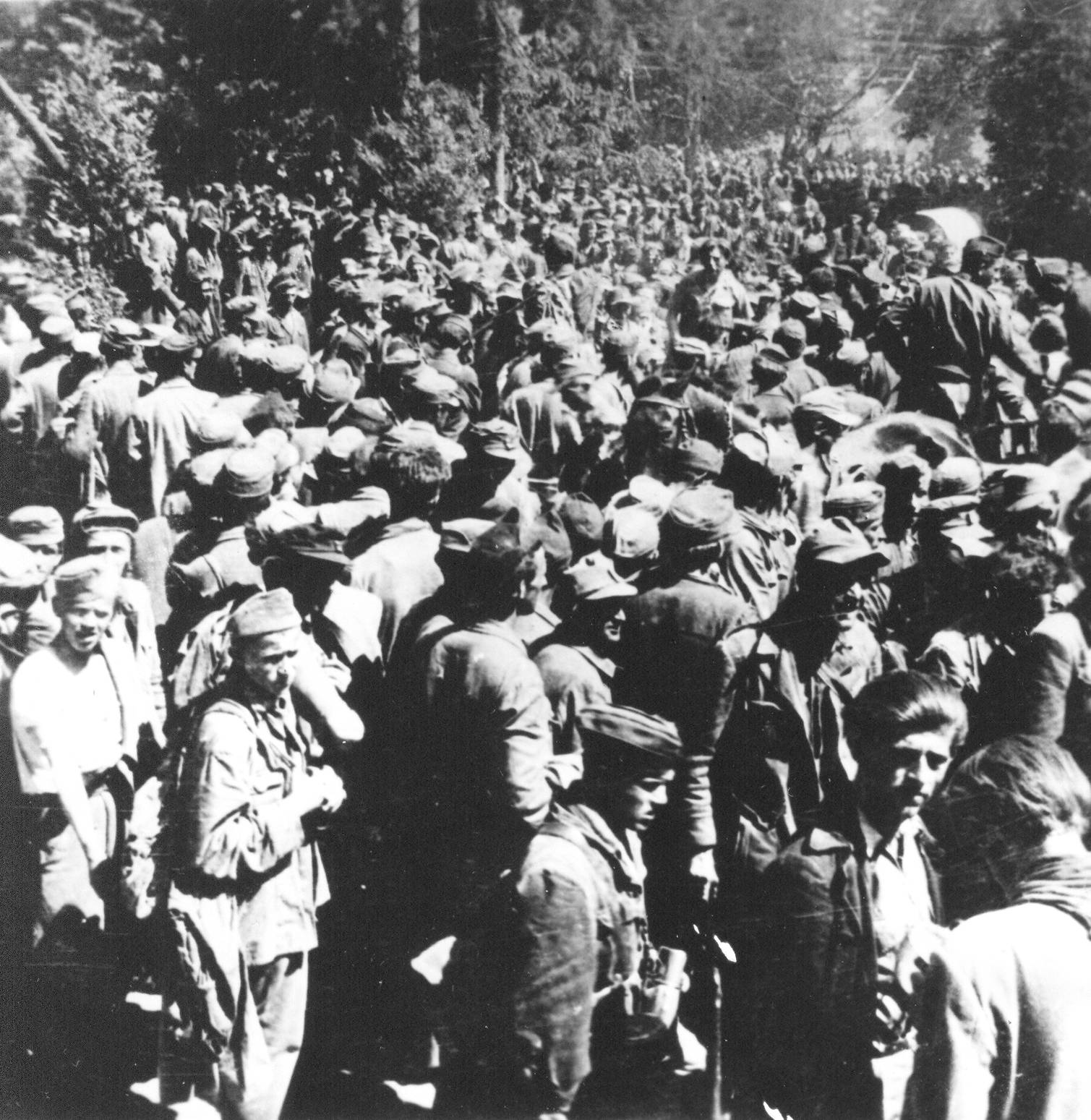
Foglyul ejtett usztasák és horvát honvédek az osztrák-szlovén határon

A Független Horvát Állam Fegyveres Erőinek visszavonuló oszlopainak bleiburgi menete, ahol a csetnik, a horvát és a szlovén honvédség csapatai, civilek ezrei, akik Ausztria felé tartottak vagy vonultak vissza, hogy megadják magukat a nyugati szövetséges erőknek, tömeges kivégzéseket eredményezett. A foiba-mészárlások azokról a "foiba" víznyelőkről kapták a nevüket, amelyekbe a 8. dalmát hadtest horvát partizánjai (gyakran dühös civil helyiek csoportjaival együtt) olasz fasisztákat, feltételezett kollaboránsokat és/vagy szakadárokat lőttek bele, de sokszor élve dobták bele őket. Az 1993-ban létrehozott vegyes szlovén-olasz történelmi bizottság szerint, amely csak a mai Olaszország és Szlovénia területén történteket vizsgálta megállapította, hogy a gyilkosságok a fasizmushoz köthető személyek eltávolítására irányuló törekvésekből származtak (függetlenül attól, hogy személyes felelősség volt-e), és a kommunista kormány valódi, potenciális vagy csak feltételezett ellenfelei tömeges kivégzéséhez vezetett. Az 1944-1945-ös bácskai gyilkosságok hasonló jellegűek voltak, és magukban foglalták a feltételezett magyar, német és szerb fasiszták, valamint feltételezett társszervezeteik meggyilkolását, személyes felelősségükre való tekintet nélkül. A tisztogatás során a kapcsolódó etnikai csoporthoz tartozó nagyszámú civilt is megöltek.
A partizánoknak nem volt hivatalos programjuk ellenségeik likvidálására, és sarkalatos ideáljuk az összes jugoszláv nemzet „testvérisége és egysége” volt (a kifejezés az új Jugoszlávia mottója lett). Az országban 900 000–1 150 000 civil és katona halt meg a tengelyhatalmak megszállása során. Marcus Tanner, a „Horvátország: háborúban összekovácsolódott nemzet” című munkájában leírtak szerint a partizán tisztogatások során 80 000–100 000 ember vesztette életét, a bleiburgi gyilkosságokban pedig legalább 30 000 embert öltek meg.
A partizántörténetnek ez a fejezete az 1980-as évek végéig tabutéma volt a szocialista Jugoszláviában, és ennek eredményeként a több évtizedes hivatali hallgatás reakciót váltott ki a nacionalista propaganda célú számos adatmanipuláció formájában.

## A háború után
Jugoszlávia egyike volt annak a két európai országnak, amelyet nagyrészt saját erői szabadítottak fel a második világháború alatt. Szerbia felszabadításakor jelentős segítséget kapott a Szovjetuniótól, 1944 közepétől pedig jelentős segítséget a balkán légierőtől, de 1944 előtt csak korlátozott segítséget kapott, főként a britektől. A háború végén nem voltak külföldi csapatok az ország földjén. Részben ennek eredményeként a hidegháború kitörésekor az ország a két tábor között találta magát. 1947–48-ban a Szovjetunió megpróbálta irányítása alá vonni Jugoszláviát, elsősorban külpolitikai kérdésekben, ami a Tito–Sztálin-szakításhoz vezetett, és majdnem fegyveres konfliktust robbantott ki a két fél között. A Szovjetunióval való ellenséges kapcsolatok időszaka következett, amely során az Egyesült Államok és az Egyesült Királyság azt fontolgatta, hogy meghívja Jugoszláviát az újonnan megalakult NATO-ba. Ez azonban 1953-ban a trieszti válsággal, a Jugoszlávia és a nyugati szövetségesek között az esetleges jugoszláv-olasz határ körüli feszült vitával, valamint az 1956-os jugoszláv-szovjet megbéküléssel megváltozott. A hidegháború idején Jugoszlávia politikája el nem kötelezett külpolitikává érett, amelyet Jugoszlávia felbomlásáig aktívan képviselt.

## A partizán örökség

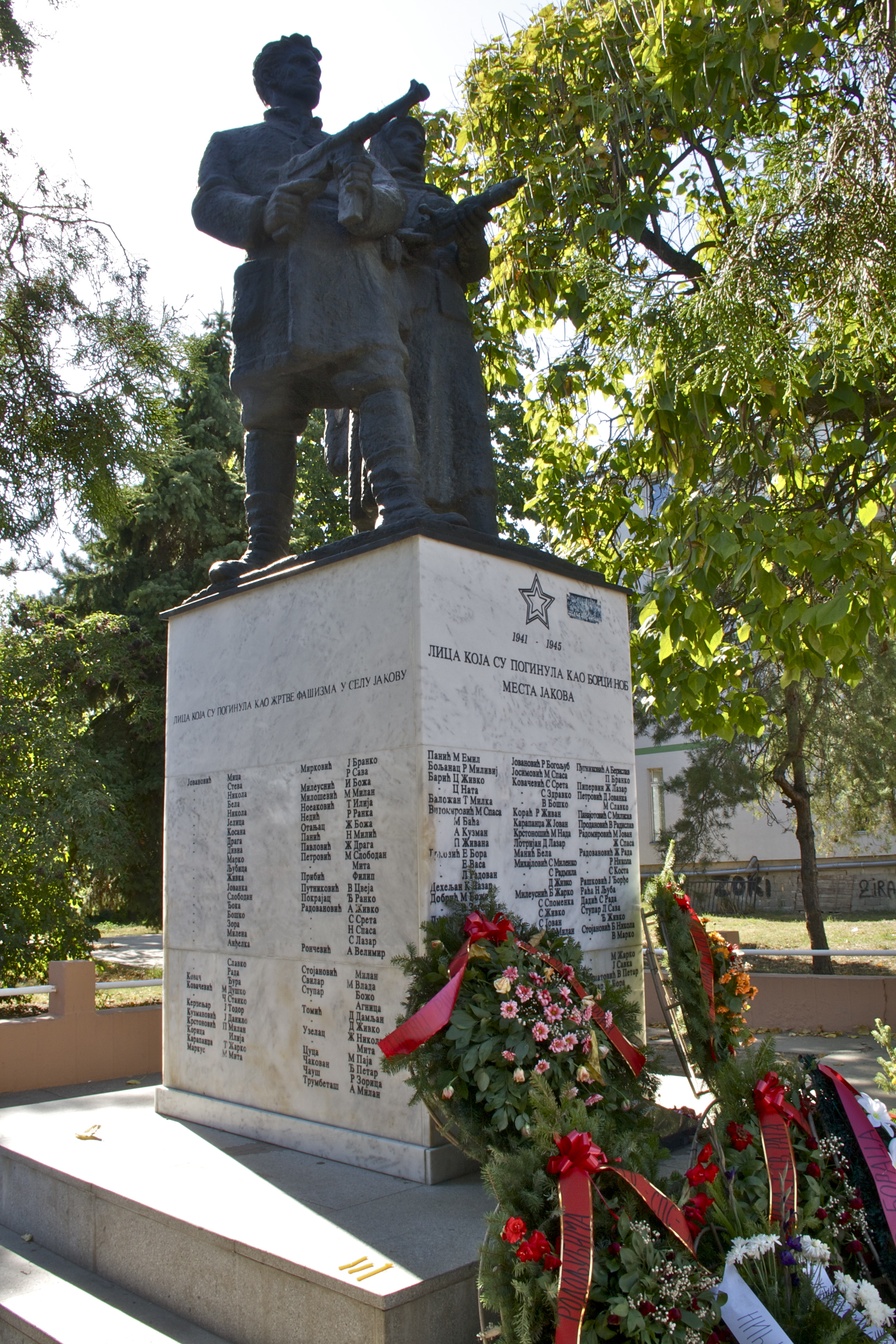
A nemzeti felszabadító háború emlékműve Jakovóban

A partizánok öröksége a terjedő etnikai alapú nacionalizmus térnyerése miatt jelentős vita tárgya volt az 1980-as évek végén és a 90-es évek elején. A Jugoszlávia felbomlását követő történelmi revizionizmus a posztkommunista társadalompolitikai keretek között ideológiailag összeegyeztethetetlenné tette a mozgalmat. Ez a revizionista történetírás azt eredményezte, hogy a partizánok szerepét a második világháborúban általában figyelmen kívül hagyták, lebecsülték vagy támadták az utódállamokon belül.
A társadalmi változások ellenére az egykori Jugoszláviában még mindig megemlékeznek a partizánharcról, és veterán egyesületek, leszármazottak, jugo-nosztalgiázók, titoisták, baloldaliak és szimpatizánsok is részt vesznek benne.
Az egykori Népi Felszabadító Háború Háborús Veteránjai Szövetségének (SUBNOR) utódszervezetei minden köztársaságban képviselik a partizán veteránokat, és lobbiznak a háborús kollaboránsok politikai és jogi rehabilitációja ellen, valamint az utcák és közterek átnevezésére tett erőfeszítések ellen. Ezek a szervezetek az egyes országokban a népi felszabadító háborúnak és az antifasizmusnak szentelt emlékműveket is fenntartanak.
Vladimir Dedijer szerint a partizánok több mint 40 000 népköltészeti művet ihlettek.

## Fordítás
- Ez a szócikk részben vagy egészben  a   Yugoslav Partisans című angol Wikipédia-szócikk ezen változatának fordításán alapul.  Az eredeti cikk szerkesztőit annak laptörténete sorolja fel. Ez a jelzés csupán a megfogalmazás eredetét és a szerzői jogokat jelzi, nem szolgál a cikkben szereplő információk forrásmegjelöléseként.